# Запорізький трамвай
Запорíзький трамва́й — трамвайна система, один з видів громадського транспорту міста Запоріжжя.

## Історія

### Дореволюційні часи
Вперше ідею будівництво трамвайної лінії було висунуто у 1898 році. На розгляд земських зборів від Олександрівської міської думи було подано пропозицію щодо влаштування лінії електричного трамвая. За проектом одеського підприємця Бродського лінія мала пройти від міста через колонію Шенвізе до вокзалу Курсько-Харківсько-Севастопольської залізниці. Ідею сприйняли позитивно, проте до будівництва справа не дійшла. Пізніше спроби влаштувати трамвай в Олександрівську приймалися також міським головою Феліксом Мовчановським. 29-30 вересня 1913 року Олександрівськ відвідали бельгійські інженери. Вони розглянули проєкт пана Нібура з'єднати електричним трамваєм місто з санаторієм «Олександробад» (нині — територія річкового порту). Міська управа розглянула це питання, але історичні катаклізми стали на заваді. З початком будівництва ДніпроГЕС постало питання транспорту для мешканців міста, бо містечко росло: у 1929 році населення Запоріжжя і Павло-Кічкасу (Правий берег Дніпра) налічувало 82 500 осіб.

### Довоєнні часи

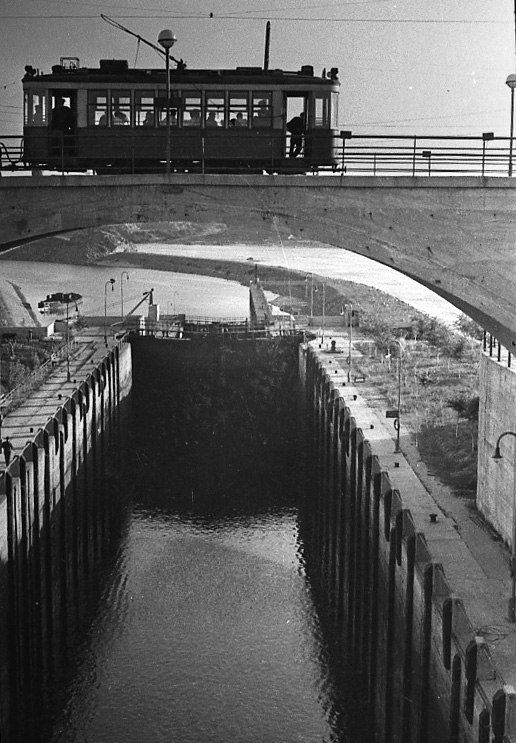
Трамвай типу Х на мосту над шлюзом Дніпровської ГЕС (1939)

Влітку 1931 року розпочалися роботи з будівництва трамвайної лінії Дніпробуд — Запоріжжя.
На момент пуску першої черги трамвайного сполучення було виконано близько 70 тис. м³ земляних робіт, вивезено до 26 тис. м³ баласту, побудовано три мости з залізними фермами та укладено 18 км колій.
17 липня 1932 року о 05:00 годині ранку перші вагони розпочали регулярні рейси між старим містом (від майдану Волі) та Дніпровською ГЕС.
У жовтні того ж року лінію було подовжено до Південного вокзалу.
Впродовж 1932 року трамвай перевіз більше 4 млн пасажирів.
У травні 1933 року відкрита невелика трамвайна лінія до пристані.
17 червня 1933 року відбулося відкриття трамвайного руху на Південному шосе від підстанції до контори «Запоріжсталь».
1934 року збудовано одразу три нових лінії:
- у травні відкрито лінію вулицями Жуковського та Жовтневою (Земського лікаря Лукашевича) до заводу імені Баранова[8];
- 30 вересня відкрито лінію греблею ДніпроГЕС на Правий берег, маршрут №7[10]. Рейки були прокладені в одну сторону. Спочатку ходив тільки один трамвай-вагон. Його маршрут починався від зупинки «Будинок громадських організацій» (нині — Дніпровський відділ поліції) до Правого берега[11]. Трамвай мав кермо ззаду й спереду, водій переходив на зупинці (їх було тільки дві). Уздовж салону було дві лави з натурального дерева. Трамвай курсував щогодини з 06:00 до 01:00 години. Водіями здебільшого були чоловіки, а кондукторами — жінки. Спочатку останній нічний трамвай курсував тільки після завершення циркової програми в цирку-шапіто в парку Металургів[12];
- 7 листопада відкрито лінію до РМЗ (ремонтно-механічного заводу)[8].

1936 року прокладено лінію від РМЗ до шамотного заводу, у 1937 році лінію подовжено до Дніпровського титано-магнієвого заводу.
1939 року відкрито рух трамваїв Діагональною вулицею від Південного шосе до феросплавного заводу.
1940 року побудовано лінію до Зеленого Яру.

### Під час німецько-радянської війни
У листопаді 1941 року розпочалися роботи з відновлення трамвайного руху.
Тривали роботи з відновлення пошкоджених колій та контакної мережі.
Однак на заваді відкриттю стала відсутність електропостачання.

### Відновлення та розбудова у повоєнні роки

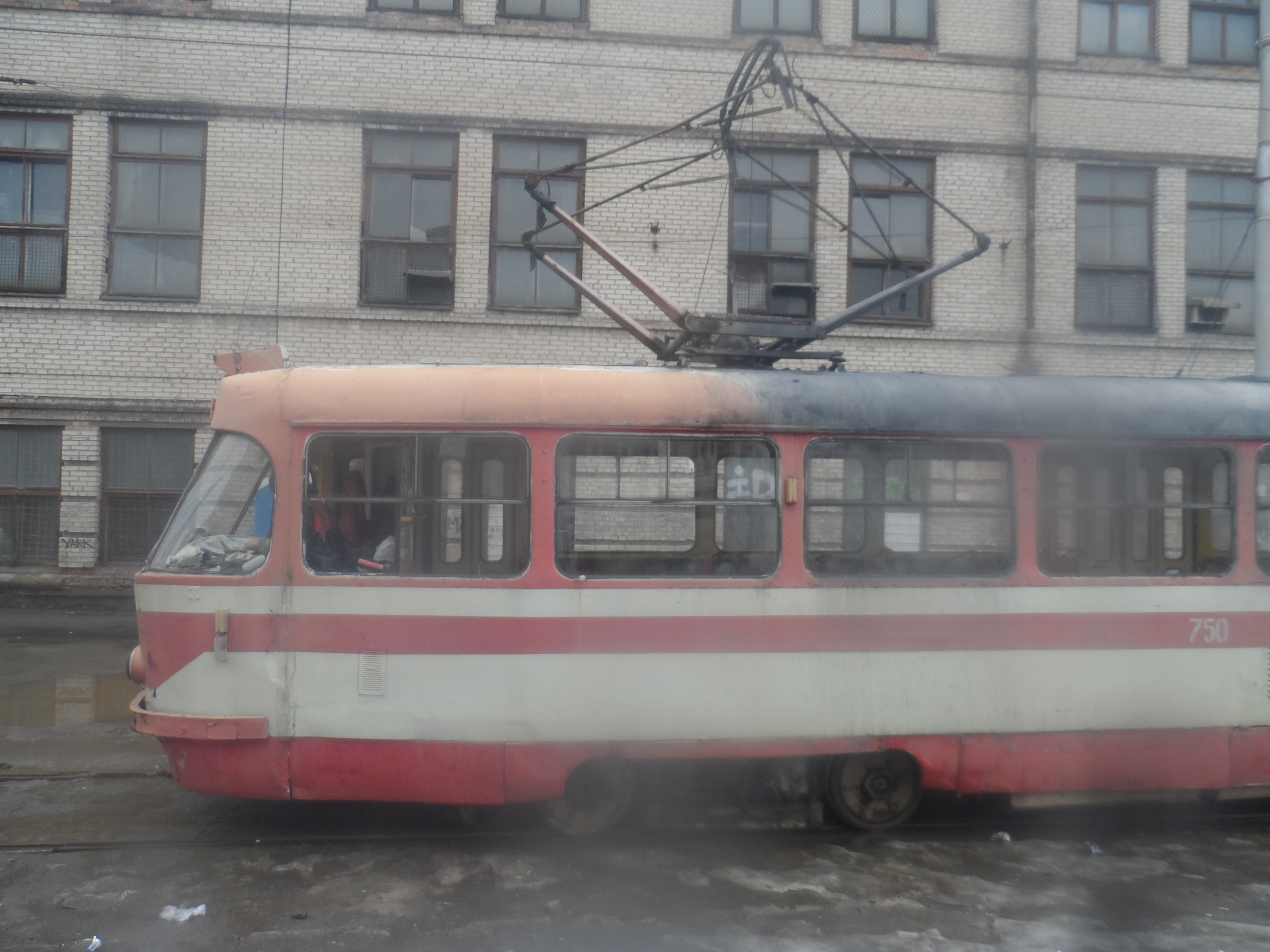
Tatra T3SU (№ 750) на кінцевій зупинці «Вокзал Запоріжжя I»

Впродовж року після звільнення міста від німецьких військ тривали роботи з відновлення трамвайного господарства. Було відбудовано 35 км колії та контактної мережі, здано в експлуатацію тягову підстанцію, власними силами відремонтовано 10 вагонів. По 10 вагонів було одержано з Києва та Харкова. 12 жовтня 1944 року відбувся пуск першої черги — трамваї пішли по маршрутах «Трампарк — Вокзал Запоріжжя I» та «Трампарк — Майдан імені Шевченка».
До відкриття другої черги колективом «Трамтресту» було відбудовано два мости (через балку Капустяну та на мостовому переході), понад 16 км колії та контактної мережі. Відновлення трамвайного сполучення із Шостим селищем відбулося 16 грудня 1944 року — трамваї почали курсувати від станції Запоріжжя I до Дніпровської греблі.
Впродовж 1945—1946 років рух майже усіма довоєнними лініями було відновлено. Не відновлено лише рух греблею ДніпроГЕСу на Правий берег.
22 квітня 1948 року у Запоріжжі відбувся мітинг, в ході якого директор Ленінградського вагоноремонтного заводу № 2, в якості подарунку, передав трамвайні вагони від трудящих Ленінграда.
З 1950-х років відбувається подальше розширення трамвайної мережі:
- 1954 — відкрито лінію до шамотного заводу;
- 1955 — відкрито лінію до Павло-Кічкасу;
- 1956 — відкрито лінію до Дніпровського титано-магнієвого заводу[21];
- 4 грудня 1958 — відкрита нова лінію, що з'єднала Запоріжсталь, Південне шосе та Зелений Яр. Лінія пролягла вулицями Шевченка, Ворошиловградською (нині — Солідарності), дамбою шламонакопичувача на річці Капустянка та вулицею Кузнечною (нині — Калібровою). Наразі рух трамваїв цією лінією припинено на початку квітня 2018 році. У 1958 році також відкрита лінія до м'ясокомбінату;
- 1961 — відкрито трамвайне депо № 2 у селищі Павло-Кічкас[22];
- 28 вересня 1964 — відкрита трамвайна лінія вулицею Магістральною (маршрут № 14)[21].

1965 року з Києва отримано перший вагон Tatra T3, а 1966 року з заводу ČKD надійшла партія з 30 таких вагонів. Впродовж наступних 20 років місто отримувало лише вагони Tatra T3. До кінця 1980-х років вони замінили собою усі найстаріші вагони.
Станом на 1966 рік в місті діяло 14 маршрутів:
| Перелік трамвайних маршрутів (1966) |                              |                      |
| №                                   | Початковий пункт             | Кінцевий пункт       |
| ----------------------------------- | ---------------------------- | -------------------- |
| 1                                   | Міська рада                  | Вокзал Запоріжжя I   |
| 2                                   | Міська рада                  | РМЗ                  |
| 3                                   | Вокзал Запоріжжя I           | РМЗ                  |
| 4                                   | Міська рада                  | Павло-Кічкас         |
| 5                                   | Майдан Волі                  | Пристань             |
| 6                                   | Майдан Волі                  | Зелений Яр           |
| 7                                   | Міська рада                  | ДТМЗ                 |
| 8                                   | Павло-Кічкас                 | ДТМЗ                 |
| 9                                   | Палац культури будівельників | ДТМЗ                 |
| 10                                  | Майдан Волі                  | Абразивний завод     |
| 11                                  | Трампарк                     | Вокзал Запоріжжя I   |
| 12                                  | Майдан Волі                  | РМЗ                  |
| 13                                  | Палац культури будівельників | Вокзал Запоріжжя I   |
| 14                                  | Майдан Волі                  | Селище Леваневського |

1968 року лінію по вулиці Тепличній подовжено від ДТМЗ до заводу «Кремнійполімер».
Навесні 1969 року кільце біля міської ради  було перенесено до річкового порту імені Леніна.
До 1970 року завершилася експлуатація вагонів РВЗ-6. Того ж року розпочато списання поїздів КТМ-1/КТП-1 та КТМ-2/КТП-2.
1971 року прокладена лінія вулицею Верещагіна від вулиці 8 Березня до 2-го Шевченківського мікрорайону.
1973 року прокладена лінія вулицею Лермонтова (нині — вул. В'ячеслава Зайцева) від вулиці Правди (нині — вул. Леоніда Жаботинського) до Палацу спорту «Юність».
З відкриттям лінії відпала необхідність в експлуатації кільця біля Палацу культури будівельників та цирку, тож його було розібрано.
1975 року закритий трамвайний маршрут № 5, на якому працювали двокабінні вагони МТВ-82. Одноколійна лінія на вулиці Глісерній від площі Свободи до пристані (річкового вокзалу) в подальшому експлуатувалася як залізнична під'їзна колія.
До 1981 року завершилася пасажирська експлуатація вагонів МТВ-82. Більшу частину вагонів було перероблено у службові, з них станом на 2020 рік на балансі трамвайного парку перебуває 3 одиниці.
1982 року списані останні поїзди КТМ-2/КТП-2.
1986 року завершилася експлуатація вагонів КТМ-1/КТП-1. Однак,в якості резервних вагонів декілька поїздів КТМ-1/КТП-1 продовжували зʼявлятися на лінії до 2001 року.
1987 року від заводу ČKD надійшла остання партія з 10 вагонів Tatra T3. Окрім поставок нових вагонів безпосередньо з Чехословаччини, тривало оновлення парку вживаними вагонами Tatra T3. У 1985 році було отримано 10 вагонів з Маріуполя, 1988 року — 16 вагонів з Москви і впродовж 1993—1994 років — 20 вагонів з Дніпродзержинська.
| Динаміка планового випуску рухомого складу | Динаміка планового випуску рухомого складу | Динаміка планового випуску рухомого складу |
| Рік                                        | Трамвай, од.                               | Тролейбус, од.                             |
| ------------------------------------------ | ------------------------------------------ | ------------------------------------------ |
| 1986                                       | 216                                        | 152                                        |
| 1988                                       | 228                                        | 160                                        |
| 1990                                       | 244                                        | 165                                        |
| 1995                                       | 250                                        | 135                                        |
| 2000                                       | 210                                        | 105                                        |
| 2002                                       | 180                                        | 100                                        |
| 2008                                       | 110                                        | 100                                        |
| 2010                                       | 105                                        | 95                                         |
| 2014                                       | 100                                        | 65                                         |
| 2016                                       | 75                                         | 48                                         |
| 1.                                         |                                            |                                            |

1988 року Запорізьке трамвайно-тролейбусне управління (ЗТТУ) отримало партію з 20 вагонів нового покоління Tatra T6B5 з тиристорно-імпульсною системою керування.

### 1990-ті

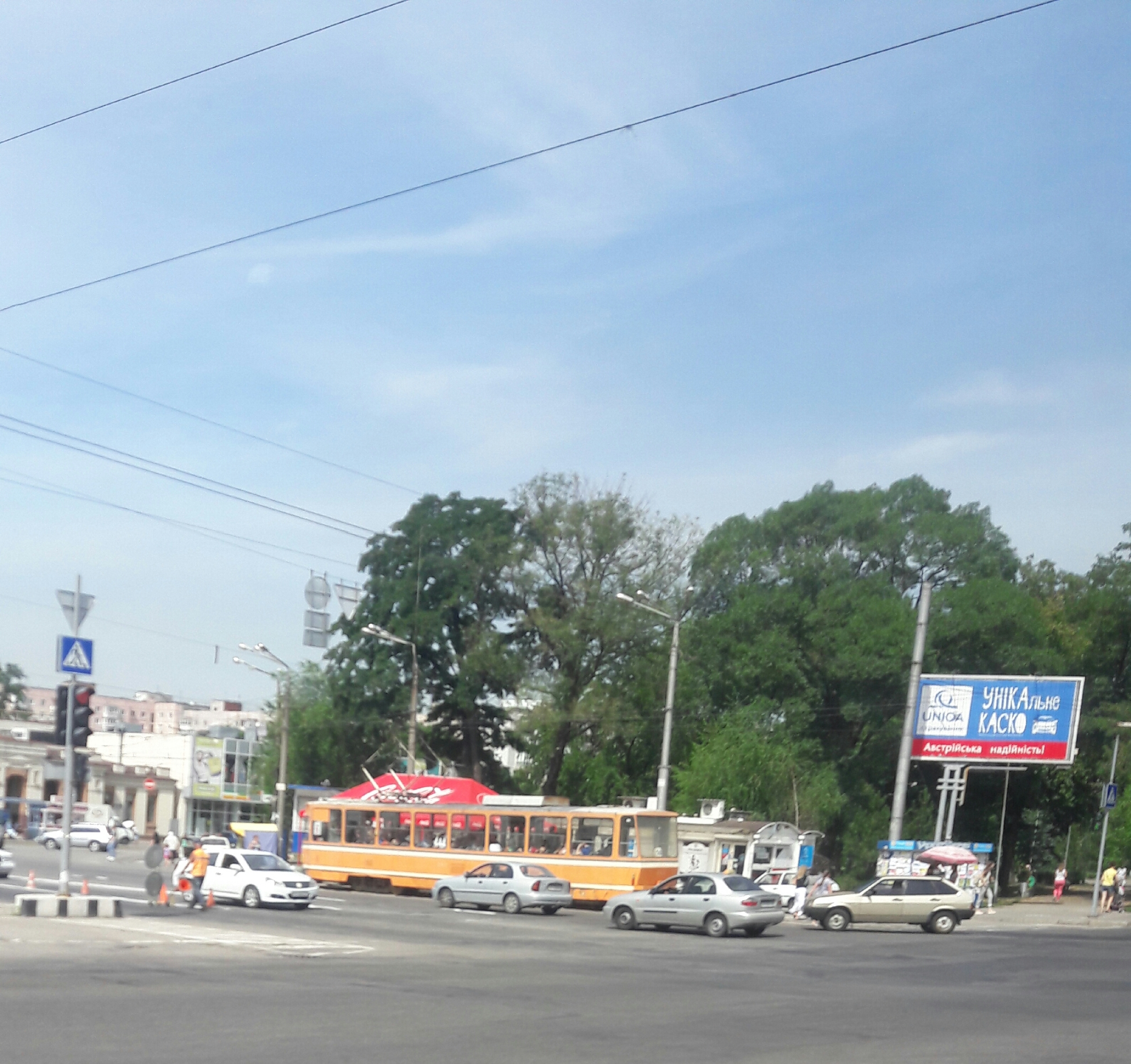
Tatra T6B5 на майдані Волі

20 серпня 1993 року, близько 16:00, на вулиці Горького (Поштовій) біля майдану Волі трамвай Tatra T6B5 СБО № 416+417 зійшов з рейок і зіткнувся із зустрічним трамваєм. Загинула водій трамвая Тетяна Волкова, а 22 пасажира отримали різні травми. У цей день з якоїсь причини не було напруги на дільниці від майдану Волі до вулиці Анголенка (Базарної), тож всі вагони простоювали. Коли ж подали напругу, одним з перших у напрямку центру міста вирушила СБО 416+417 за маршрутом № 1. Не доїжджаючи до зупинки «Майдан Волі», напроти магазину «Військова книга», головний вагон зійшов з рейок. У цей момент в протилежному напрямку прямував трамвай Tatra T3 (СБО № 382+383) за маршрутом № 3, в результаті чого сталося лобове зіткнення. Через тривалий простій вагони були переповнені, тому було дуже багато постраждалих. Аварію змогли ліквідувати тільки ближче до 19:00. Лінію на цій ділянці заливали кілька пожежних машин, було стільки крові, що цю дільницю довелося засипати піском та щебенем. Як пізніше з'ясувала комісія, під рейки вагону, що прямував до центра міста (СБО № 416+417), був підкладений металевий прут. Водій його не помітила, так як в цей час відволіклася для продажу квитків. Через два дні колектив «Запоріжелектротрансу» прощався із загиблою водієм трамвая, а лінію терміново закрили для заміни трамвайного полотна.

### 2000-ні
2000 року Запорізький виконавчий комітет на чолі з новообраним міським головою Олександром Поляком ініціював ліквідацію трамвайної лінії на проспекті Леніна (Соборному) на дільниці від вулиці Лермонтова до річкового порту. Проти цього рішення виступили трудові колективи, громадські організації, мешканці міста та депутатський корпус. У березні 2001 року міська рада двома третинами голосів проголосувала проти намагань міського голови. Однак вже за рік, 25 вересня 2002 року, Запорізька міська рада наступного скликання ухвалила рішення про припинення трамвайного руху.
2003 року побудовано одноколійне розворотне коло на вулиці Заводській біля ЗапоріжЦирку. Мережа сягає максимуму розвитку, маючи довжину 110,2 км.
У вересні 2003 року відкрито маршрут № 17 «Порт імені Леніна — вулиця Жуковського». З вересня 2003 року до 12 березня 2004 року діяло 13 маршрутів:
| Перелік трамвайних маршрутів (09.2003—12.03.2004) |                    |                           |        |
| №                                                 | Початковий пункт   | Кінцевий пункт            | Випуск |
| ------------------------------------------------- | ------------------ | ------------------------- | ------ |
| 1                                                 | Порт імені Леніна  | Вокзал Запоріжжя I        | 10     |
| 2                                                 | Порт імені Леніна  | Запоріжжя-Ліве            | 7      |
| 3                                                 | Вокзал Запоріжжя I | Запоріжжя-Ліве            | 9      |
| 4                                                 | Порт імені Леніна  | Павло-Кічкас              | 12     |
| 5                                                 | Павло-Кічкас       | Палац спорту «Юність»     | 2      |
| 7                                                 | Порт імені Леніна  | Завод «Кремнійполімер»    | 4      |
| 8                                                 | Павло-Кічкас       | Завод «Кремнійполімер»    | 6      |
| 10                                                | Майдан Волі        | М'ясокомбінат             | 5      |
| 12                                                | Майдан Волі        | Запоріжжя-Ліве            | 8      |
| 14                                                | Майдан Волі        | Автострада                | 6      |
| 15                                                | Майдан Волі        | Шевченківський мікрорайон | 4      |
| 16                                                | Павло-Кічкас       | Вокзал Запоріжжя I        | 11     |
| 17                                                | Порт імені Леніна  | Вулиця Жуковського        | 4      |
| Всього:                                           | Всього:            | Всього:                   | 88     |

13 березня 2004 року розпочалася реконструкція проспекту Леніна (нині — Соборний проспект) на дільниці від бульвару Шевченка до проспекту Металургів, тож рух трамваїв від вулиці Лермонтова у напрямку річкового порту було припинено.
Напередодні неодноразово лунали заяви про збереження трамвайної лінії і плани щодо заміни колій.
Однак, 17 березня 2004 року на засіданні виконавчого комітету Запорізької міської ради, було прийнято рішення про остаточне припинення трамвайного руху та демонтаж колій.
Із закриттям трамвайної лінії маршрути № 1 та 17 було перенаправлено до кільця «ЗапоріжЦирк», маршрут №2 — до Палацу спорту «Юність», а маршрути № 4 та 7 — закрито. Крім того, було відновлено роботу маршрутів № 6 та 11, а також відкрито маршрут № 10А «М'ясокомбінат — майдан Волі — ЗапоріжЦирк». До червня маршрути № 10А та 17 були скасовані:
| Перелік трамвайних маршрутів (2004—2005) |                        |                           |
| №                                        | Початковий пункт       | Кінцевий пункт            |
| ---------------------------------------- | ---------------------- | ------------------------- |
| 1А                                       | Вокзал Запоріжжя I     | Цирк                      |
| 2                                        | Палац спорту «Юність»  | Запоріжжя-Ліве            |
| 3                                        | Вокзал Запоріжжя I     | Запоріжжя-Ліве            |
| 5                                        | Палац спорту «Юність»  | Павло-Кічкас              |
| 6                                        | Завод «Кремнійполімер» | Палац спорту «Юність»     |
| 8                                        | Завод «Кремнійполімер» | Павло-Кічкас              |
| 10                                       | Майдан Волі            | М'ясокомбінат             |
| 11                                       | Вокзал Запоріжжя I     | Трампарк                  |
| 12                                       | Майдан Волі            | Запоріжжя-Ліве            |
| 14                                       | Майдан Волі            | Автострада                |
| 15                                       | Майдан Волі            | Шевченківський мікрорайон |
| 16                                       | Вокзал Запоріжжя I     | Павло-Кічкас              |

У квітні 2005 року реконструйовано трамвайний переїзд на перехресті вулиці Лермонтова (В'ячеслава Зайцева) з проспектом Леніна (Соборним) із замощенням колії чавунною плиткою. Пізніше за подібною технологією було облаштовано переїзд через проспект Леніна (Соборний) біля майдану Волі.
У липні 2005 року, у зв'язку з будівництвом супермаркету «Амстор», закрито рух трамваїв вулицею Лермонтова (В'ячеслава Зайцева) від вулиці Правди (Леоніда Жаботинського) до Палацу спорту «Юність». Трамвайні маршрути № 2, 5 та 6 було скорочено до кільця «Запоріжцирк». На місці трамвайного кільця побудовано автостоянку супермаркету. Впродовж березня — квітня 2008 року лінію остаточно демонтовано.
У вересні — жовтні 2005 року реконструйовано трамвайний переїзд на Транспортній площі.
Впродовж травня-вересня 2008 року реконструйовано трамвайну колію на проспекті Леніна на дільниці від залізничного вокзалу Запоріжжя I до площі Металістів (біля Центрального автовокзалу).
У листопаді 2008 року придбано трамвай К-1, який отримав бортовий № 001.

### 2010-ті
З квітня 2010 року у місті діяло 10 трамвайних маршрутів:
| Перелік трамвайних маршрутів (04.2010—08.2015) |                        |                           |
| №                                              | Початковий пункт       | Кінцевий пункт            |
| ---------------------------------------------- | ---------------------- | ------------------------- |
| 1                                              | Вокзал Запоріжжя I     | Цирк                      |
| 3                                              | Вокзал Запоріжжя I     | Запоріжжя-Ліве            |
| 5                                              | Цирк                   | Павло-Кічкас              |
| 6                                              | Завод «Кремнійполімер» | Цирк                      |
| 8                                              | Завод «Кремнійполімер» | Павло-Кічкас              |
| 10                                             | Майдан Волі            | М'ясокомбінат             |
| 12                                             | Майдан Волі            | Запоріжжя-Ліве            |
| 14                                             | Майдан Волі            | Автострада                |
| 15                                             | Майдан Волі            | Шевченківський мікрорайон |
| 16                                             | Вокзал Запоріжжя I     | Павло-Кічкас              |

У серпні 2012 року законсервовано трамвайне депо № 2, а лінійні трамваї передислоковано до трамвайного депо № 1.
Впродовж липня — жовтня 2012 року реконструйовано трамвайну колію на проспекті Леніна на дільниці від площі Металістів до Транспортної площі.
У жовтні — грудні 2012 року за кошти інвестора — власника ТРЦ «Аврора» — реконструйовано трамвайну лінію довжиною 300 м на вулиці Горького (нині — вул. Поштова) на дільниці від вулиці Грязнова (нині — вул. Фортечна) до вулиці Комунарівської (нині — вул. Прихідська).
2012 року, за ініціативою народного депутата України В'ячеслава Богуслаєва, розпочато співпрацю між підприємствами «Мотор Січ» та «Запоріжелектротранс». 2015 року за кошти міжнародного благодійного фонду «Дніпро-Січ» було відремонтовано 5 трамваїв на загальну суму 2259 тис. ₴. В цілому, впродовж 2012—2015 років МБФ «Дніпро-Січ» надав 6458 тис. ₴ фінансової підтримки для здійснення капітальних ремонтів трамваїв Tatra T6B5.
У червні 2013 року розпочався демонтаж одноколійної трамвайної лінії по вулиці Глісерній.
З серпня 2015 року в місті діяло 8 трамвайних маршрутів:
| Перелік трамвайних маршрутів (08.2015—02.2017) |                        |                           |
| №                                              | Початковий пункт       | Кінцевий пункт            |
| ---------------------------------------------- | ---------------------- | ------------------------- |
| 1                                              | Вокзал Запоріжжя I     | Запоріжцирк               |
| 3                                              | Вокзал Запоріжжя I     | Запоріжжя-Ліве            |
| 8                                              | Завод «Кремнійполімер» | Павло-Кічкас              |
| 10                                             | Майдан Волі            | М'ясокомбінат             |
| 12                                             | Майдан Волі            | Запоріжжя-Ліве            |
| 14                                             | Майдан Волі            | Автострада                |
| 15                                             | Майдан Волі            | Шевченківський мікрорайон |
| 16                                             | Вокзал Запоріжжя I     | Павло-Кічкас              |

Впродовж липня — жовтня 2016 року виконано поточний ремонт 39 трамвайних переїздів і капітальний ремонт одного переїзда.
З 27 вересня до 15 грудня 2016 року тривали роботи з реконструкції трамвайної лінії по вулиці Земського лікаря Лукашевича.
15 грудня, одночасно із завершенням робіт і поновленням руху, трамвайний маршрут № 14 було подовжено від зупинки «Майдан Волі» до зупинки «Цирк».
З 2016 року вишиванка стала брендом запорізького муніципального транспорту. Трамваї Запоріжжя — єдині в Україні, які прикрашені «вишитим» орнаментом. Дизайн корпоративного бренду розроблений фахівцями КП «Запоріжелектротранс». Корпоративний вишитий орнамент на електротранспорті червоного кольору. На Всеукраїнській конференції корпорації «Укрелектротранс» запорізький бренд був відзначений як один з найкрасивіших та найбільш національний.
2016 року середньодобовий випуск трамваїв складав 74 одиниці, що на 6 одиниць було більше, ніж 2015 року. Для контролю за рухомим складом за системою «Дозор» встановлені великі 32-х дюймові монітори. У диспетчерській обладнаний просторий хол для відпочинку водіїв, зручний санвузол з водонагрівачем, автономне опалення.[джерело?]
У липні 2018 року до Запоріжжя надійшли перші 3 з 12 трамваїв Tatra KT4D, які раніше експлуатувалися у Берліні.
29 листопада 2019 року рішенням виконавчого комітету Запорізької міської ради № 522 затверджений перелік зупинок громадського транспорту на трамвайних та тролейбусних маршрутах в місті Запоріжжя.

### 2020-ті
8 лютого 2021 року комунальне підприємство «Запоріжелектротранс» за результатами відкритих торгів уклало з ТОВ «ТД «ЛІТАН» договір про закупівлю 12 трамвайних вагонів Tatra KT4D на суму 38 156 400 грн. Згідно з графіком поставки, перші три вагони мають бути передані не пізніше 27 лютого, ще 3 вагони — до 31 березня, і по 2 вагони — до 31 травня, 30 липня та 30 вересня 2021 року відповідно.
1 березня 2021 року у Запоріжжі завершився перший етап транспортної діджиталізації громадського транспорту. В усіх трамваях встановлені додаткові термінали для безконтактної оплати проїзду — валідатори. У подальших планах встановлення датчиків пасажирів та впровадження сучасних проїзних карт.
15 березня 2021 року комунальне підприємство «Запоріжелектротранс» перейшло на програмне забезпечення зі збору та обробки GPS-даних через мобільний додаток EasyWay, для більш коректного та найточнішого відслідковування місцеположення та часу прибуття трамваїв на зупинки громадського транспорту (з 2019 року по 14 березня 2021 року доступ до GPS-трекерів надавав сервіс DozorCity. [Архівовано 15 лютого 2020 у Wayback Machine.]). З березня 2021 року муніципальний громадський транспорт Запоріжжя приєднано до ще одного моніторінгового сервісу — «CityBus [Архівовано 13 травня 2021 у Wayback Machine.]».
23 лютого 2023 року в Запоріжжі відновлена електротранспорту в повному обсязі, який з 16 листопада 2022 року працював у скороченому режимі через енергетичну кризу, спричиненою масованими обстрілами російських окупантів по об'єктам енергетики.

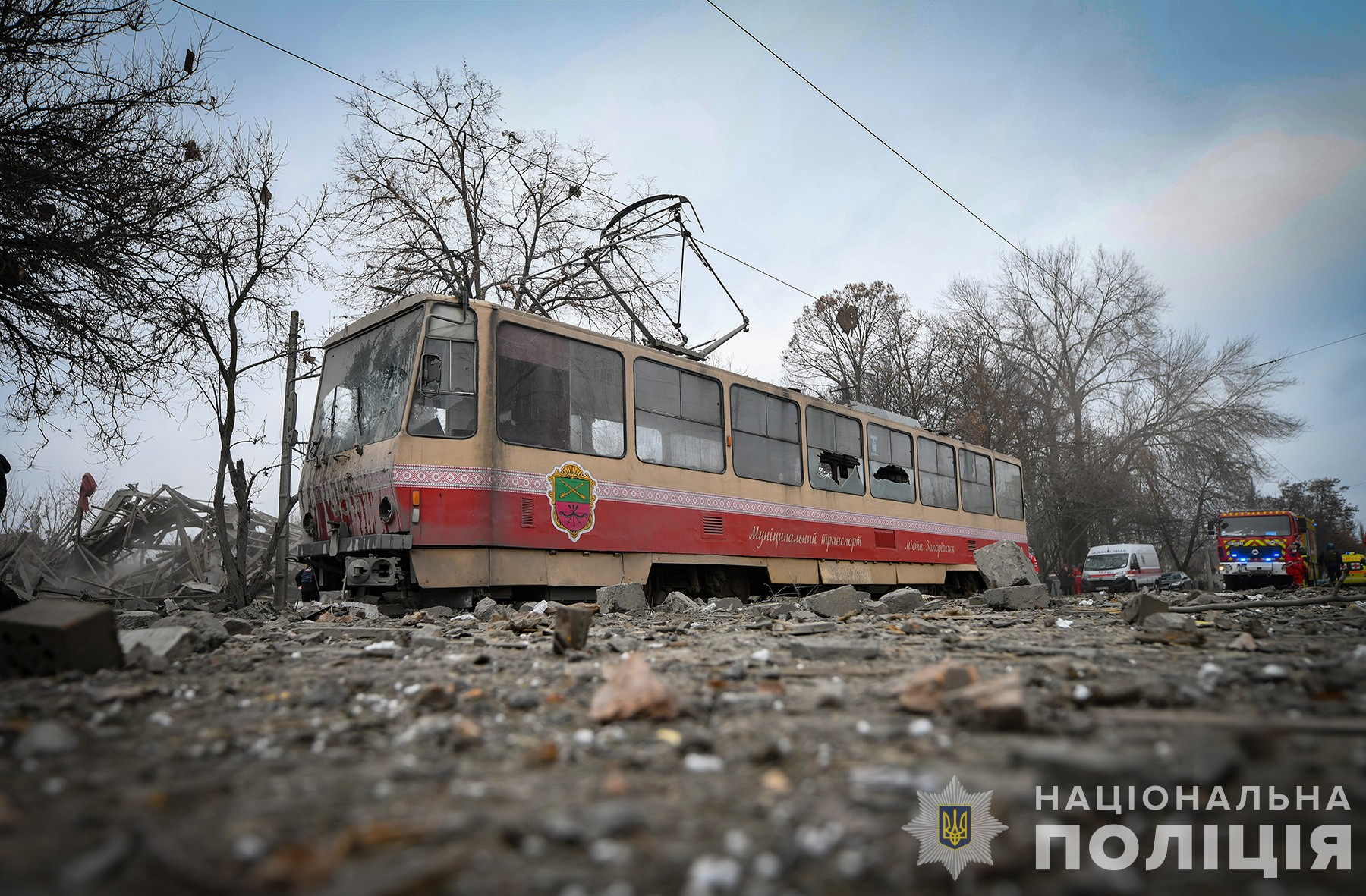
Пошкоджений трамвай Tatra T6B5 (№ 453), внаслідок ракетної атаки 29 грудня 2023 року

26 червня 2023 року у запорізьких трамваях, тролейбусах та муніципальних автобусах встановлені «тривожні кнопки». Відтепер у муніципальному транспорті є можливість у разі надзвичайних ситуацій викликати поліцію.
29 грудня 2023 року, під час масованої ракетної атаки по Запоріжжю, зазнав пошкодження від вибухової хвилі трамвай Tatra T6B5 (№ 453).

### Програма «Запорізький трамвай»

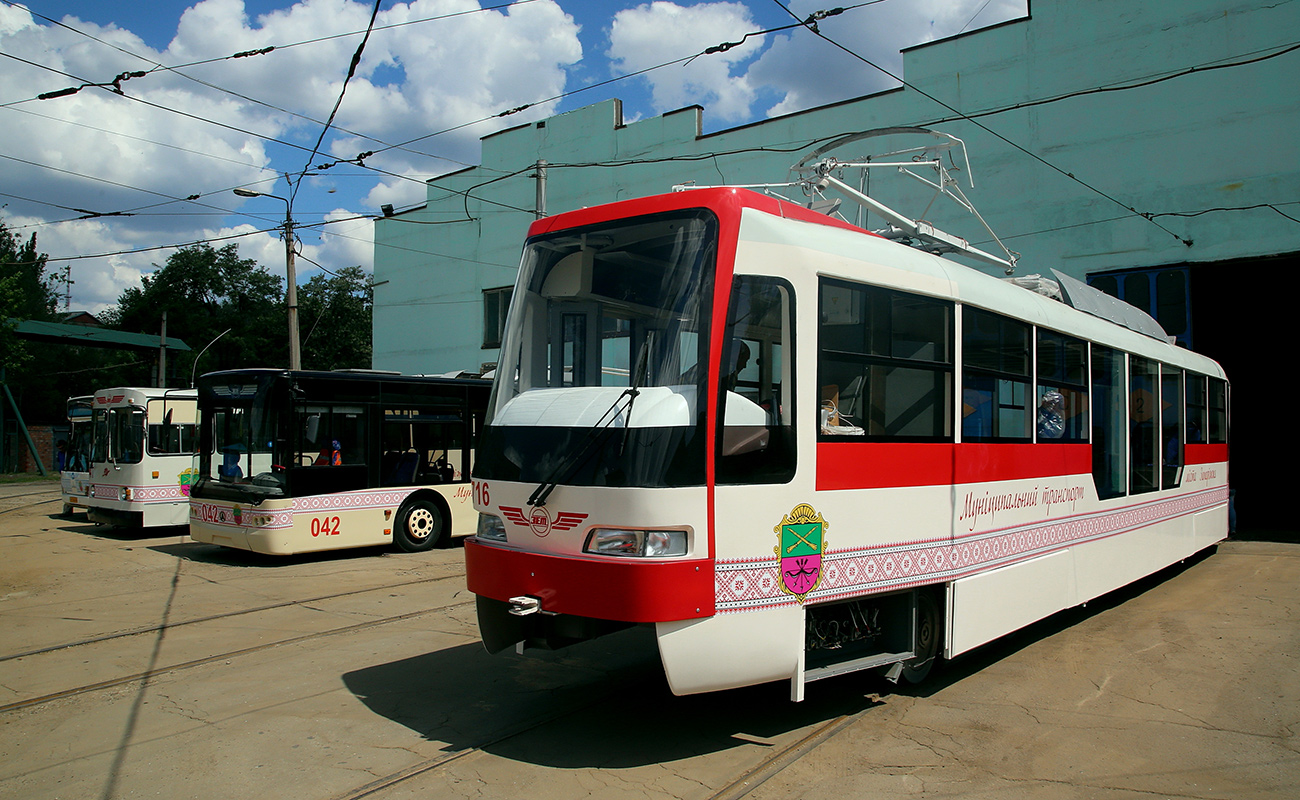
T3UA-3-ЗП № 716

У жовтні 2016 року розпочато роботи з проведення капітальних ремонтів трамвайних вагонів із заміною кузовів на базі комунального підприємства «Запоріжелектротранс».
У березні 2017 року визначено переможця торгів, із яким укладено договір на постачання кузовів вартістю 4,3 млн кожний.

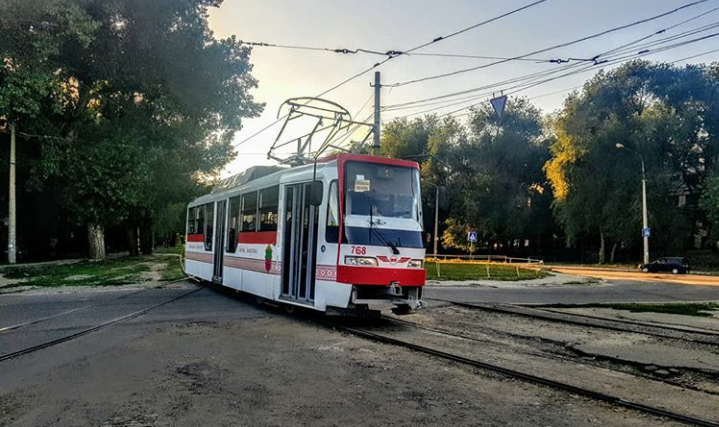
T3UA-3-ЗП № 768

31 березня 2017 року на підприємство надійшов перший з чотирьох кузовів, 17 травня 2017 року — другий.
Виготовлення нового вагона обходилося підприємству близько 6 млн гривень. Комплектуючі деталі виготовляють фахівці підприємства «Запоріжелектротранс», а кузов та скління задньої і передньої маски вагонів — Калуський завод будівельних машин.
30 травня 2017 року розпочалися випробування першого трамвая T3UA-3-ЗП.
27 липня 2017 року перший трамвай T3UA-3-ЗП (№ 716) вийшов на лінію.
Другий трамвай (№ 774) вийшов на лінію 31 жовтня, третій (№ 768) — 15 грудня, четвертий (№ 797) — 29 грудня.
18 вересня 2018 року перший трамвай Tatra KT4DM (Tatra KT4DtM) (№ 002) вийшов на лінію для проведення випробувань, а вже 27 вересня розпочато експлуатацію на маршрутах з пасажирами[не знайдено в джерелі 764 дні]. 12 жовтня вийшли на маршрут № 3 наступні два трамвая Tatra KT4DM (Tatra KT4DtM) (№ 003 та 004).
З 2018 року впроваджена система моніторингу та диспетчеризації транспортних засобів КП «Запоріжелектротранс», що дозволило забезпечити оперативне керування рухом електротранспорту. На першому етапі рухомий склад обладнали пристроями GPS-навігації, а на 8 зупинках трамваїв і тролейбусів встановлено 16 інтерактивних інформаційних табло. У 2018 році придбано 5 кузовів трамвайних вагонів для подальшого збирання на потужностях КП «Запоріжелектротранс».
1 лютого 2019 року на міські маршрути вийшли п'ятий за рахунком вагон запорізького виробництва T3UA-3-ЗП (№ 773) та вагони Tatra KT4DM (№ 012 і 013).
25 лютого 2019 року, на під'їзді до зупинки «Майдан Пушкіна», трамвай T3UA-3-ЗП (№ 716) на швидкості врізався в бетонний стовп. Вагон отримав серйозні пошкодження[джерело не вказане 763 дні].
5 березня 2019 року на лінію вийшов шостий трамвай T3UA-3-ЗП (№ 383), зібраний у Запоріжжі.
8 травня 2019 року на маршрути Запоріжжя вийшли 7-й трамвай T3UA-3-ЗП, що був зібраний на КП «Запоріжелектротранс», та 13-й трамвай придбаний в Європі.
6 грудня 2019 року на лінію вийшли 9-й та 10-й трамваї T3UA-3-ЗП (№ 363, 388), у межах реалізації програми міського голови Володимира Буряка «Запорізький трамвай».
22 квітня 2020 року у Запоріжжі представлено оновлений кузов вагона  міського трамвая T3UA-3-ЗП. Вагони запорізького трамвая отримають новий дизайн, буде оновлена обшивка салону, система опалення, освітлення, а також кабіна водія.
5 травня 2020 року до підприємства «Запоріжелектротранс» надійшов другий кузов T3UA-3-ЗП.
Всього за 2020 рік зібрано чотири нових трамваї моделі Т3-КВП.
4 серпня 2020 року завершено збирання першого у 2020 році трамвая Т3-КВП (№ 369) запорізького виробництва з оновленим дизайном.
5 жовтня 2020 року розпочалися випробування другого трамваю Т3-КВП (№ 550), який став 12-м трамваєм, зібраний на базі комунального підприємства «Запоріжелектротранс».
10 листопада 2020 року в Запоріжжі розпочалися випробування вже третього запорізького трамвая, зібраного на базі КП «Запоріжелектротранс». Загалом він став вже 13-м трамваєм запорізького виробництва.
29 грудня 2020 року на випробування вийшов четвертий трамвай Т3-КВП (№ 806). Програму «Запорізький трамвай-2020» було виконано в повному обсязі. З 4 січня 2021 року трамвай обслуговує пасажирів на маршрутах міста.
1 грудня 2021 року вийшов на маршрут 15-й  трамвай Запорізького виробництва (Т3-КВП № 390).
2021 року придбано 12 трамваїв Tatra KT4DM, що раніше працювали у Берліні. Останній з них, № 026, вийшов на лінію для випробувань 19 серпня.
У листопаді 2022 року стало відомо про відсторонення від маршрутів останнього в місті трамваю К-1, № 001, наразі він є виведеним з експлуатації та очікує на списання.
23 травня 2023 року у свій перший рейс вирушив 16-й трамвай запорізького виробництва Т3-КВП (№ 393). Це перший трамвай, брендований районною тематикою, вихід якого був присвячений до 55-річчя утворення Заводського району міста Запоріжжя.

## Маршрути
Станом на січень 2023 року в місті діє 6 трамвайних маршрутів:
|  |

|  |

|  |

|  |

|  |

|  |

|  |  |  |

|  |

|  |

|  |  |  |

|  |

|  |  |  |

|  |

|  |  |  |

|  |  |  |

|  |  |  |

|  |

|  |

|  |

|  |

|  |

|  |

|  |

|  |  |  |

|  |  |  |

|  |  |  |

|  |  |  |

|  |

|  |

|  |

|  |

|  |

|  |  |  |

|  |  |  |  |  |

|  |  |  |

|  |

|  |

|  |

|  |  |  |  |  |

|  |  |  |

|  |

|  |

|  |

|  |

|  |

|  |

|  |

|  |

|  |

|  |  |  |

|  |

|  |

|  |  |  |

|  |

|  |  |  |

|  |

|  |  |  |

|  |  |  |

|  |  |  |

|  |

|  |

|  |

|  |

|  |

|  |

|  |

|  |  |  |

|  |  |  |

|  |  |  |

|  |  |  |

|  |

|  |

|  |

|  |

|  |

|  |  |  |

|  |  |  |  |  |

|  |  |  |

|  |

|  |

|  |

|  |  |  |  |  |

|  |  |  |

|  |

|  |

|  |

|  |

|  |

|  |

|  |

|  |

|  |

|  |  |  |

|  |

|  |

|  |  |  |

|  |

|  |  |  |

|  |

|  |  |  |

|  |  |  |

|  |  |  |

|  |

|  |

|  |

|  |

|  |

|  |

|  |

|  |  |  |

|  |  |  |

|  |  |  |

|  |  |  |

|  |

|  |

|  |

|  |

|  |

|  |  |  |

|  |  |  |  |  |

|  |  |  |

|  |

|  |

|  |

|  |  |  |  |  |

|  |  |  |

|  |

|  |

|  |

|  |

|  |

|  |

|  |

|  |

|  |

|  |  |  |

|  |

|  |

|  |  |  |

|  |

|  |  |  |

|  |

|  |  |  |

|  |  |  |

|  |  |  |

|  |

|  |

|  |

|  |

|  |

|  |

|  |

|  |  |  |

|  |  |  |

|  |  |  |

|  |  |  |

|  |

|  |

|  |

|  |

|  |

|  |  |  |

|  |  |  |  |  |

|  |  |  |

|  |

|  |

|  |

|  |  |  |  |  |

|  |  |  |

|  |

|  |

|  |

|  |  |  |

|  |  |  |

|  |  |  |

|  |  |  |

|  |  |  |

|  |  |  |

|  |  |  |

|  |  |  |

|  |  |  |  |  |

|  |  |  |  |  |

|  |  |  |

|  |  |  |

|  |  |  |

|  |  |  |

|  |  |  |

|  |  |  |

|  |  |  |  |  |

|  |  |  |

|  |  |  |

|  |  |  |  |  |

|  |  |  |  |  |

|  |  |  |

|  |  |  |

|  |  |  |

|  |  |  |

|  |  |  |

|  |  |  |

|  |  |  |

|  |  |  |

|  |  |  |

|  |  |  |

|  |  |  |

|  |  |  |

|  |  |  |

|  |  |  |

|  |  |  |  |  |

|  |  |  |  |  |

|  |  |  |

|  |  |  |

|  |  |  |

|  |  |  |

|  |  |  |

|  |  |  |

|  |  |  |  |  |

|  |  |  |

|  |  |  |

|  |  |  |  |  |

|  |  |  |  |  |

|  |  |  |

|  |  |  |

|  |  |  |

|  |  |  |

|  |  |  |

|  |  |  |

|  |  |  |

|  |  |  |

|  |  |  |

|  |  |  |

|  |  |  |

|  |  |  |

|  |  |  |

|  |  |  |

|  |  |  |  |  |

|  |  |  |  |  |

|  |  |  |

|  |  |  |

|  |  |  |

|  |  |  |

|  |  |  |

|  |  |  |

|  |  |  |  |  |

|  |  |  |

|  |  |  |

|  |  |  |  |  |

|  |  |  |  |  |

|  |  |  |

|  |  |  |

|  |  |  |

|  |  |  |

|  |  |  |

|  |  |  |

|  |  |  |

|  |  |  |

|  |  |  |

|  |  |  |

|  |  |  |

|  |  |  |

|  |  |  |

|  |  |  |

|  |  |  |  |  |

|  |  |  |  |  |

|  |  |  |

|  |  |  |

|  |  |  |

|  |  |  |

|  |  |  |

|  |  |  |

|  |  |  |  |  |

|  |  |  |

|  |  |  |

|  |  |  |  |  |

|  |  |  |  |  |

|  |  |  |

|  |  |  |

|  |  |  |

|  |  |  |

|  |  |  |

|  |  |  |

|  |  |  |

|  |  |  |

|  |  |  |

|  |  |  |

|  |  |  |

|  |  |  |

|  |  |  |

|  |  |  |

|  |  |  |  |  |

|  |  |  |  |  |

|  |  |  |

|  |  |  |

|  |  |  |

|  |  |  |

|  |  |  |

|  |  |  |

|  |  |  |

|  |  |  |

|  |  |  |  |  |

|  |  |  |

|  |  |  |

|  |  |  |  |  |

|  |  |  |

|  |  |  |

|  |  |  |

|  |  |  |

|  |  |  |

|  |  |  |

|  |  |  |

|  |  |  |

|  |  |  |

|  |  |  |

|  |  |  |  |  |

|  |  |  |  |  |

|  |  |  |

|  |  |  |

|  |  |  |

|  |  |  |

|  |  |  |

|  |  |  |

|  |  |  |

|  |  |  |

|  |  |  |  |  |

|  |  |  |

|  |  |  |

|  |  |  |  |  |

|  |  |  |

|  |  |  |

|  |  |  |

|  |  |  |

|  |  |  |

|  |  |  |

|  |  |  |

|  |  |  |

|  |  |  |

|  |  |  |

|  |  |  |  |  |

|  |  |  |  |  |

|  |  |  |

|  |  |  |

|  |  |  |

|  |  |  |

|  |  |  |

|  |  |  |

|  |  |  |

|  |  |  |

|  |  |  |  |  |

|  |  |  |

|  |  |  |

|  |  |  |  |  |

|  |  |  |

|  |  |  |

|  |  |  |

|  |  |  |

|  |  |  |

|  |  |  |

|  |  |  |

|  |  |  |

|  |  |  |

|  |  |  |

|  |  |  |  |  |

|  |  |  |  |  |

|  |  |  |

|  |  |  |

|  |  |  |

|  |  |  |

|  |  |  |

|  |  |  |

|  |  |  |

|  |  |  |

|  |  |  |  |  |

|  |  |  |

|  |  |  |

|  |  |  |  |  |

|  |  |  |

|  |  |  |

|  |  |  |

|  |  |  |

|  |  |  |

|  |  |  |  |  |

|  |  |  |

|  |  |  |

|  |  |  |

|  |  |  |

|  |  |  |

|  |  |  |

|  |  |  |

|  |  |  |  |  |

|  |  |  |  |  |

|  |  |  |  |  |

|  |  |  |  |  |

|  |  |  |

|  |  |  |

|  |  |  |

|  |  |  |

|  |  |  |

|  |  |  |

|  |  |  |

|  |  |  |

|  |  |  |

|  |  |  |

|  |  |  |

|  |  |  |

|  |  |  |  |  |

|  |  |  |  |  |

|  |  |  |

|  |  |  |

|  |  |  |

|  |  |  |

|  |  |  |

|  |  |  |

|  |  |  |  |  |

|  |  |  |

|  |  |  |

|  |  |  |  |  |

|  |  |  |

|  |  |  |

|  |  |  |

|  |  |  |

|  |  |  |

|  |  |  |

|  |  |  |

|  |  |  |

|  |  |  |

|  |  |  |  |  |

|  |  |  |

|  |  |  |

|  |  |  |

|  |  |  |

|  |  |  |

|  |  |  |

|  |  |  |

|  |  |  |  |  |

|  |  |  |  |  |

|  |  |  |  |  |

|  |  |  |  |  |

|  |  |  |

|  |  |  |

|  |  |  |

|  |  |  |

|  |  |  |

|  |  |  |

|  |  |  |

|  |  |  |

|  |  |  |

|  |  |  |

|  |  |  |

|  |  |  |

|  |  |  |  |  |

|  |  |  |  |  |

|  |  |  |

|  |  |  |

|  |  |  |

|  |  |  |

|  |  |  |

|  |  |  |

|  |  |  |  |  |

|  |  |  |

|  |  |  |

|  |  |  |  |  |

|  |  |  |

|  |  |  |

|  |  |  |

|  |  |  |

|  |  |  |

|  |  |  |

|  |  |  |

|  |  |  |

|  |  |  |

|  |  |  |  |  |

|  |  |  |

|  |  |  |

|  |  |  |

|  |  |  |

|  |  |  |

|  |  |  |

|  |  |  |

|  |  |  |  |  |

|  |  |  |  |  |

|  |  |  |  |  |

|  |  |  |  |  |

|  |  |  |

|  |  |  |

|  |  |  |

|  |  |  |

|  |  |  |

|  |  |  |

|  |  |  |

|  |  |  |

|  |  |  |

|  |  |  |

|  |  |  |

|  |  |  |

|  |  |  |  |  |

|  |  |  |  |  |

|  |  |  |

|  |  |  |

|  |  |  |

|  |  |  |

|  |  |  |

|  |  |  |

|  |  |  |  |  |

|  |  |  |

|  |  |  |

|  |  |  |  |  |

|  |  |  |

|  |  |  |

|  |  |  |

|  |  |  |

|  |  |  |

|  |  |  |

|  |  |  |

|  |  |  |

|  |  |  |

|  |  |  |  |  |

|  |  |  |

|  |  |  |

|  |  |  |

|  |  |  |

|  |  |  |

|  |  |  |

|  |  |  |

|  |  |  |  |  |

|  |  |  |  |  |

|  |  |  |  |  |

|  |  |  |  |  |

|  |  |  |

|  |  |  |

|  |  |  |

|  |  |  |

|  |  |  |

|  |  |  |

|  |  |  |

|  |  |  |

|  |  |  |

|  |  |  |

|  |  |  |

|  |  |  |

|  |  |  |  |  |

|  |  |  |  |  |

|  |  |  |

|  |  |  |

|  |  |  |

|  |  |  |

|  |  |  |

|  |  |  |

|  |  |  |  |  |

|  |  |  |

|  |  |  |

|  |  |  |  |  |

|  |  |  |

|  |  |  |

|  |  |  |

|  |  |  |

|  |  |  |

|  |  |  |

|  |  |  |

|  |  |  |

|  |  |  |

|  |  |  |

|  |  |  |

|  |  |  |

|  |  |  |

|  |  |  |

|  |  |  |  |  |

|  |  |  |  |  |

|  |  |  |

|  |  |  |

|  |  |  |

|  |  |  |

|  |  |  |

|  |  |  |

|  |  |  |

|  |  |  |

|  |  |  |  |  |

|  |  |  |

|  |  |  |

|  |  |  |  |  |

|  |  |  |

|  |  |  |

|  |  |  |

|  |  |  |  |  |

|  |  |  |

|  |  |  |

|  |  |  |

|  |  |  |

|  |  |  |

|  |  |  |

|  |  |  |

|  |  |  |

|  |  |  |

|  |  |  |  |  |

|  |  |  |  |  |

|  |  |  |

|  |  |  |

|  |  |  |

|  |  |  |

|  |  |  |

|  |  |  |

|  |  |  |

|  |  |  |

|  |  |  |  |  |

|  |  |  |

|  |  |  |

|  |  |  |  |  |

|  |  |  |

|  |  |  |

|  |  |  |

|  |  |  |  |  |

|  |  |  |

|  |  |  |

|  |  |  |

|  |  |  |

|  |  |  |

|  |  |  |

|  |  |  |

|  |  |  |

|  |  |  |

|  |  |  |  |  |

|  |  |  |  |  |

|  |  |  |

|  |  |  |

|  |  |  |

|  |  |  |

|  |  |  |

|  |  |  |

|  |  |  |

|  |  |  |

|  |  |  |  |  |

|  |  |  |

|  |  |  |

|  |  |  |  |  |

|  |  |  |

|  |  |  |

|  |  |  |

|  |  |  |  |  |

|  |  |  |

|  |  |  |

|  |  |  |

|  |  |  |

|  |  |  |

|  |  |  |

|  |  |  |

|  |  |  |

|  |  |  |

|  |  |  |  |  |

|  |  |  |  |  |

|  |  |  |

|  |  |  |

|  |  |  |

|  |  |  |

|  |  |  |

|  |  |  |

|  |  |  |

|  |  |  |

|  |  |  |  |  |

|  |  |  |

|  |  |  |

|  |  |  |  |  |

|  |  |  |

|  |  |  |

|  |  |  |

|  |  |  |  |  |

|  |  |  |

|  |

|  |

|  |

|  |

|  |

|  |

|  |

|  |  |  |

|  |

|  |

|  |

|  |

|  |

|  |

|  |

|  |

|  |

|  |

|  |

|  |

|  |  |  |

|  |

|  |  |  |

|  |

|  |  |  |

|  |  |  |

|  |  |  |

|  |

|  |

|  |

|  |

|  |

|  |

|  |

|  |  |  |

|  |  |  |

|  |  |  |

|  |  |  |

|  |

|  |

|  |

|  |

|  |

|  |  |  |

|  |  |  |  |  |

|  |  |  |

|  |

|  |

|  |

|  |  |  |  |  |

|  |  |  |

|  |

|  |

|  |

|  |

|  |

|  |

|  |

|  |

|  |

|  |

|  |  |  |

|  |

|  |

|  |

|  |

|  |

|  |

|  |

|  |

|  |

|  |

|  |

|  |

|  |  |  |

|  |

|  |  |  |

|  |

|  |  |  |

|  |  |  |

|  |  |  |

|  |

|  |

|  |

|  |

|  |

|  |

|  |

|  |  |  |

|  |  |  |

|  |  |  |

|  |  |  |

|  |

|  |

|  |

|  |

|  |

|  |  |  |

|  |  |  |  |  |

|  |  |  |

|  |

|  |

|  |

|  |  |  |  |  |

|  |  |  |

|  |

|  |

|  |

|  |

|  |

|  |

|  |

|  |

|  |

|  |

|  |  |  |

|  |

|  |

|  |

|  |

|  |

|  |

|  |

|  |

|  |

|  |

|  |

|  |

|  |  |  |

|  |

|  |  |  |

|  |

|  |  |  |

|  |  |  |

|  |  |  |

|  |

|  |

|  |

|  |

|  |

|  |

|  |

|  |  |  |

|  |  |  |

|  |  |  |

|  |  |  |

|  |

|  |

|  |

|  |

|  |

|  |  |  |

|  |  |  |  |  |

|  |  |  |

|  |

|  |

|  |

|  |  |  |  |  |

|  |  |  |

|  |

|  |

|  |

|  |

|  |

|  |

|  |

|  |

|  |

|  |

|  |  |  |

|  |

|  |

|  |

|  |

|  |

|  |

|  |

|  |

|  |

|  |

|  |

|  |

|  |  |  |

|  |

|  |  |  |

|  |

|  |  |  |

|  |  |  |

|  |  |  |

|  |

|  |

|  |

|  |

|  |

|  |

|  |

|  |  |  |

|  |  |  |

|  |  |  |

|  |  |  |

|  |

|  |

|  |

|  |

|  |

|  |  |  |

|  |  |  |  |  |

|  |  |  |

|  |

|  |

|  |

|  |  |  |  |  |

|  |  |  |

|  |

|  |

|  |

|  |

|  |

|  |

|  |

|  |

|  |

|  |

|  |  |  |

|  |

|  |

|  |

|  |

|  |

|  |

|  |

|  |

|  |

|  |

|  |

|  |

|  |

|  |

|  |  |  |

|  |

|  |

|  |

|  |

|  |

|  |

|  |

|  |

|  |

|  |

|  |

|  |

|  |

|  |

|  |  |  |

|  |

|  |

|  |

|  |

|  |

|  |

|  |

|  |

|  |

|  |

|  |

|  |

|  |

|  |

|  |  |  |

|  |

|  |

|  |

|  |

|  |

|  |

|  |

## Рухомий склад
Станом на 1 лютого 2023 року на балансі підприємства «Запоріжелектротранс» перебуває 139 пасажирських та 15 службових вагонів.
| Рухомий склад |               |                     |                        |                 |                      |                                                        |
| Фото          | Модель        | Виробник            | Кількість (01.02.2023) | Всього надійшло | Початок експлуатації | Бортові номери                                         |
| ------------- | ------------- | ------------------- | ---------------------- | --------------- | -------------------- | ------------------------------------------------------ |
|               | Т3-КВП        | Запоріжелектротранс | 6                      | 6               | 2020                 | 369, 550, 390, 391, 783, 806,393                       |
|               | T3UA-3-ЗП     | Запоріжелектротранс | 10                     | 10              | 2017                 | 363, 383, 388, 562, 576, 716, 768, 773, 774, 797       |
|               | К-1           | Татра-Юг            | 1                      | 1               | 2008                 | 001                                                    |
|               | Татра-Юг Т6Б5 | Татра-Юг            | 9                      | 9               | 1995                 | 454, 459—466                                           |
|               | Tatra T6B5    | ČKD                 | 39                     | 43              | 1988                 | 416—458                                                |
|               | Tatra T3      | ČKD                 | 44                     | 351             | 1965                 | 204—415, 550, 551, 552, 559—562, 576, 688—739, 742—809 |
|               | Tatra KT4DtM  | ČKD                 | 6                      | 6               | 2018                 | 002—007                                                |
|               | Tatra KT4DM   | ČKD                 | 24                     | 24              | 2018                 | 008—031                                                |

| Кількість вагонів, од.              | 310  | 293  | 270  | 251  | 238  | 214  | 214  | 213  | 213  | 208  |      |      |      |
| Рік                                 | 2008 | 2009 | 2010 | 2011 | 2012 | 2013 | 2014 | 2015 | 2016 | 2017 | 2018 | 2019 | 2020 |
| Кількість вагонів, од.              | 202  | 198  | 184  | 175  | 146  | 136  | 126  | 126  | 120  | 120  | 132  | 133  | 133  |
| Рік                                 | 2021 | 2022 |      |      |      |      |      |      |      |      |      |      |      |
| Кількість пасажирських вагонів, од. | 137  | 139  |      |      |      |      |      |      |      |      |      |      |      |
| Кількість службових вагонів, од.    | 15   | 15   |      |      |      |      |      |      |      |      |      |      |      |

Весь рухомий склад перед виїздом на лінію проходить через автоматичну мийку (щітки), потім мийка апаратом високого тиску Karcher і ручна мийка салону з подальшою дезінфекцією.
У різні роки на балансі Запорізького ТТУ перебували трамвайні вагони таких моделей:
- Х/М
- Ф
- КТМ-1/КТП-1
- КТМ-2/КТП-2
- МТВ-82
- РВЗ-6

## Трамвайні депо
- Трамвайне депо № 1
  - Відкрито 1932 року.
  - Адреса: вул. Шкільна, 2. 47°49′43″ пн. ш. 35°09′18″ сх. д. / 47.82861° пн. ш. 35.15500° сх. д.
- Трамвайне депо № 2
  - Відкрито 1961 року[22], законсервовано у серпні 2012 року[56][57]
  - Адреса: вулиця Мирослава Симчича, 1 (до 23.11.2023 — вул. Лізи Чайкіної). 47°53′40″ пн. ш. 35°08′32″ сх. д. / 47.89444° пн. ш. 35.14222° сх. д.

## Колійне господарство
| Експлуатаційна довжина трамвайних колій (на кінець року, в одноколійному обчисленні) | Експлуатаційна довжина трамвайних колій (на кінець року, в одноколійному обчисленні) | Експлуатаційна довжина трамвайних колій (на кінець року, в одноколійному обчисленні) |
| Роки                                                                                 | Довжина колій, км                                                                    | Зміна, км                                                                            |
| ------------------------------------------------------------------------------------ | ------------------------------------------------------------------------------------ | ------------------------------------------------------------------------------------ |
| 1990, 1995, 2000—2003                                                                | 110                                                                                  |                                                                                      |
| 2004—2007                                                                            | 102                                                                                  |                                                                                      |
| 2008—2010                                                                            | 101                                                                                  |                                                                                      |
| 2011                                                                                 | 100,5                                                                                |                                                                                      |
| 2012                                                                                 | 100,3                                                                                | −0,2                                                                                 |
| 2013                                                                                 | 100,3                                                                                |                                                                                      |
| 2014                                                                                 | 99,4                                                                                 | −0,9                                                                                 |
| 2015                                                                                 | 99,3                                                                                 | −0,1                                                                                 |

## Енергогосподарство
Живлення контактної мережі трамвайних та тролейбусних ліній КП «Запоріжелектротранс» забезпечують 30 тягових підстанцій.
У 2017 році підстанції обладнані 15 системами моніторингу та захисту тягової мережі.

## Оплата проїзду

### Разові квитки
З 1 травня 2021 року вартість проїзду в трамваях становить 6,00 ₴.
Проїзд оплачується водієві при вході до трамвая. Придбаний квиток у водія потрібно обов'язково штапмувати компостером, однак квиток дійсний лише в тому трамваї, де його було придбано. Усі муніципальні трамваї облаштовані валідаторами безконтактної оплати вартості проїзду.
Для пільгових верств населення раніше видавався квиток із червоною лінією, що перекреслює квиток за діагоналлю.

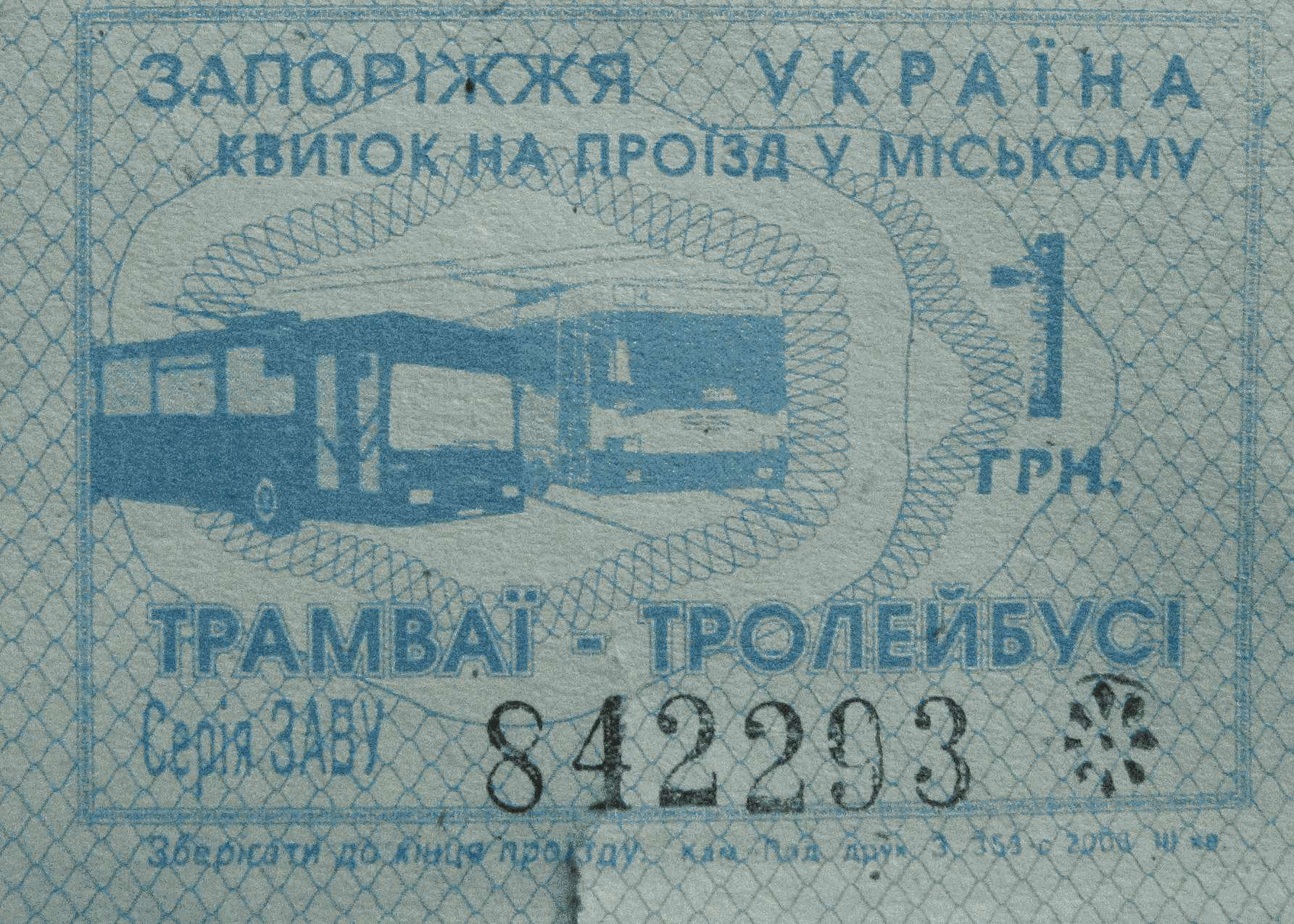
Квиток вартістю 1,00 ₴
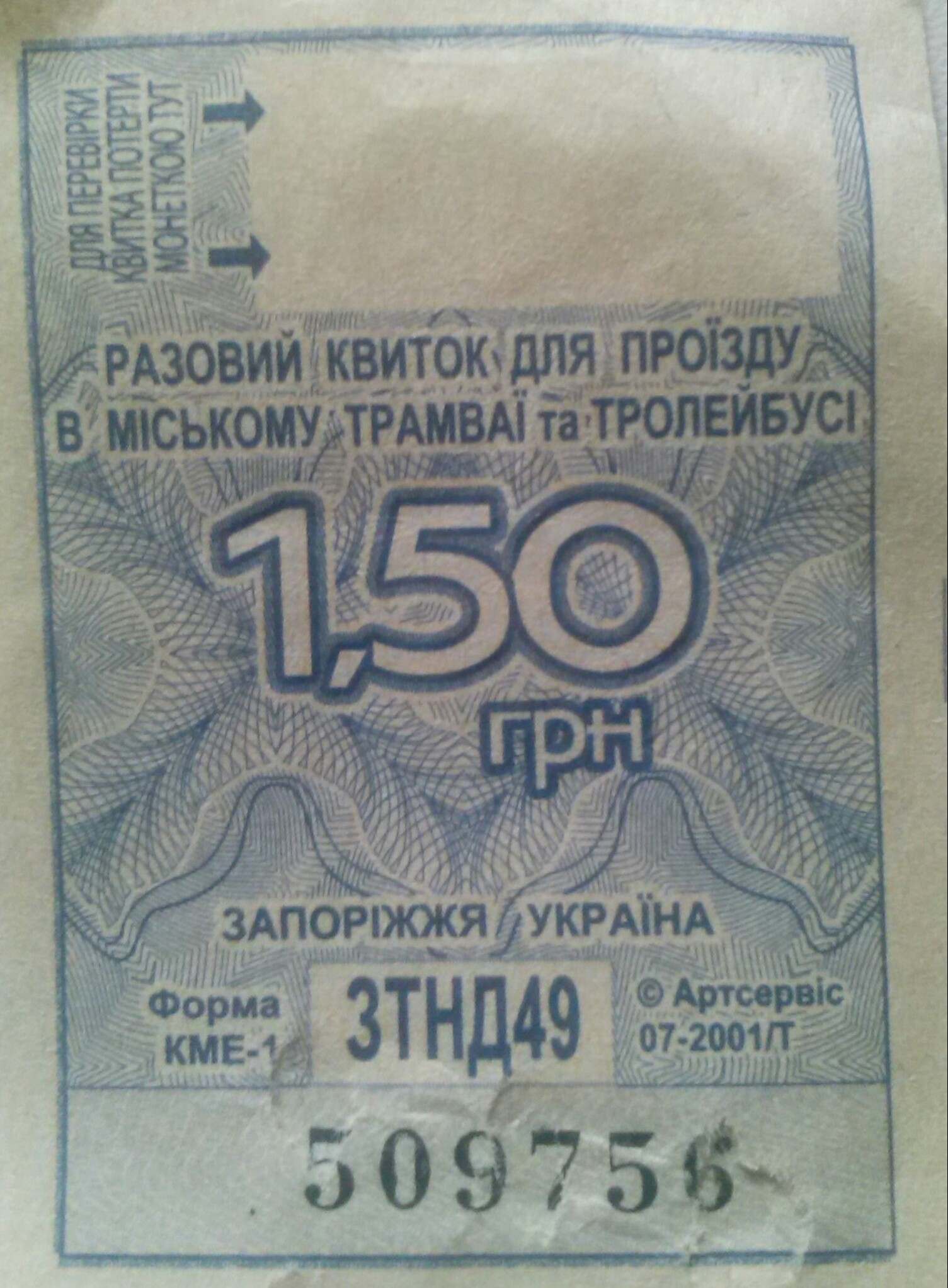
Квиток вартістю 1,50 ₴
Квиток вартістю 2,00 ₴
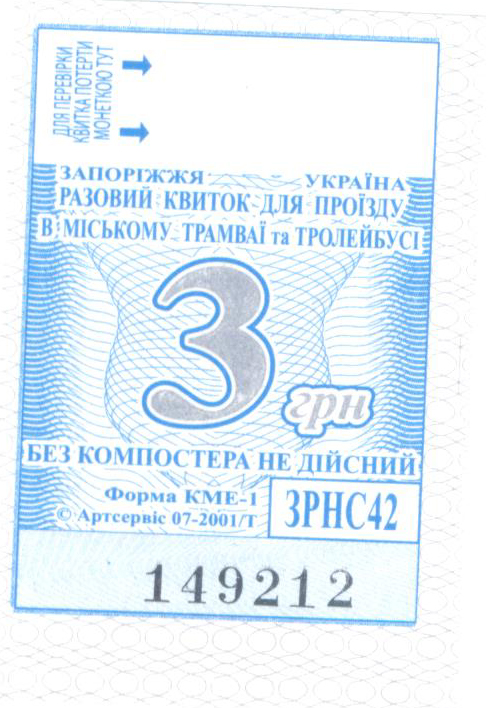
Квиток вартістю 3,00 ₴
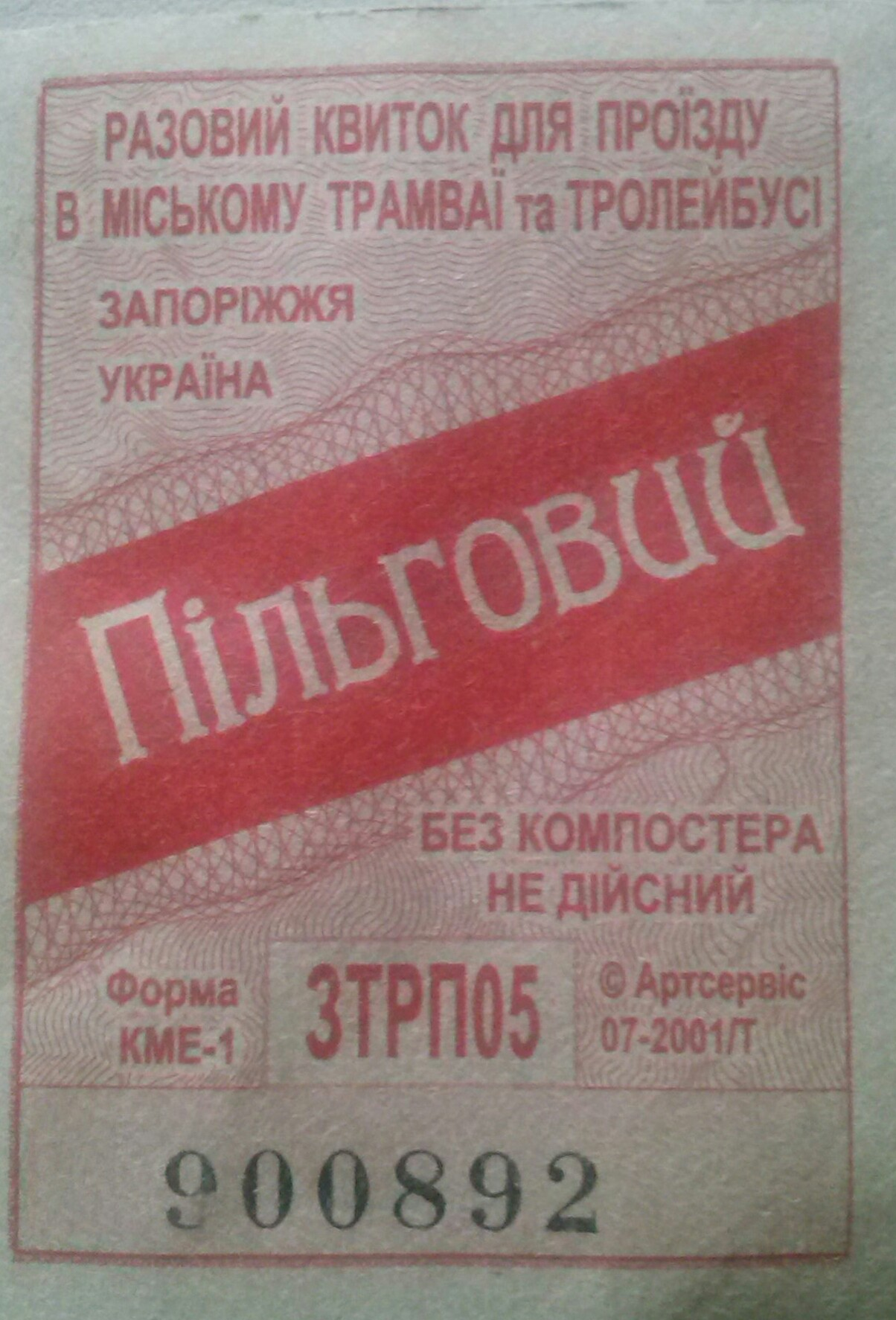
Квиток для пільгової категорії пасажирів
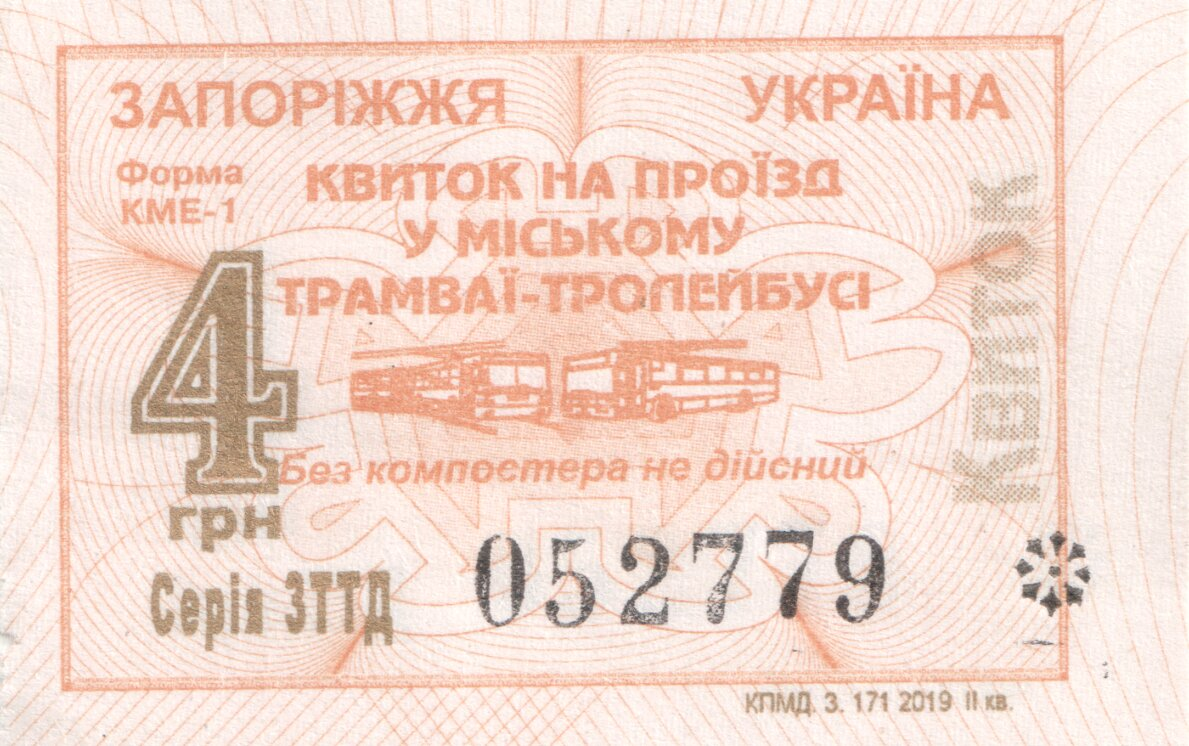
Квиток вартістю 4,00 ₴

### Місячні проїзні квитки

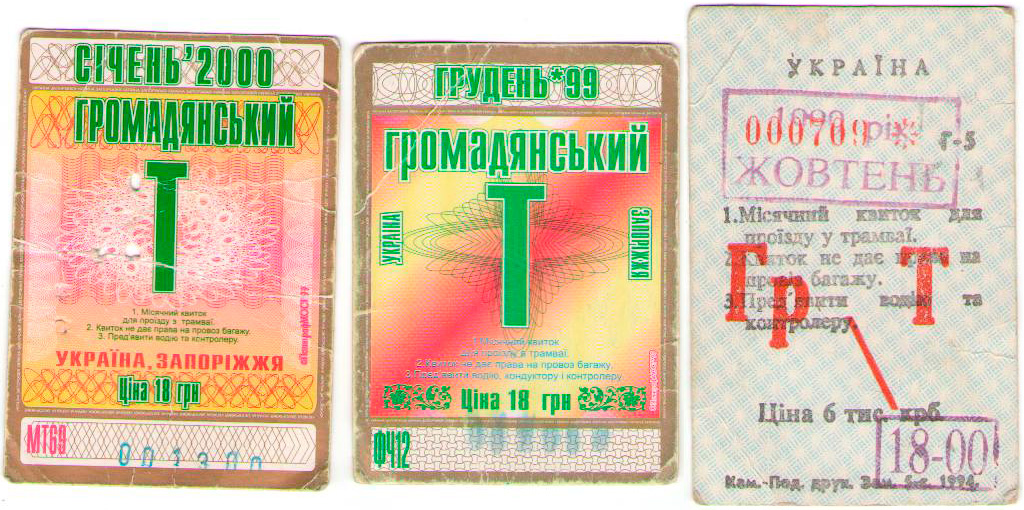
Місячні квитки для проїзду в трамваях Запоріжжя

Вартість місячних проїзних квитків розраховується на підставі рішення виконавчого комітету Запорізької міської ради від 10.06.2011 № 263 «Про затвердження кількості поїздок у міському електротранспорті для розрахунку вартості місячних проїзних квитків на проїзд для громадян, підприємств та одного з батьків багатодітної сім'ї».
| Історія змін вартості проїзду в трамваях і тролейбусах |                             |                                       |                                       |                                       |                                       |                         |
| Дата встановлення тарифу                               | Вартість разового квитка, ₴ | Вартість місячних проїзних квитків, ₴ | Вартість місячних проїзних квитків, ₴ | Вартість місячних проїзних квитків, ₴ | Вартість місячних проїзних квитків, ₴ |                         |
| Дата встановлення тарифу                               | Вартість разового квитка, ₴ | Учнівських та студентських            | Учнівських та студентських            | Загальних                             | Загальних                             |                         |
| Дата встановлення тарифу                               | Вартість разового квитка, ₴ | Т або Тр                              | Т та Тр                               | Т або Тр                              | Т та Тр                               |                         |
| ------------------------------------------------------ | --------------------------- | ------------------------------------- | ------------------------------------- | ------------------------------------- | ------------------------------------- | ----------------------- |
| Вересень 1996                                          | 0,20                        | ?                                     | ?                                     | ?                                     | ?                                     | [ 148 ]                 |
| 8 січня 1997                                           | 0,30                        | ?                                     | ?                                     | 18,00                                 | ?                                     | [ 148 ]                 |
| 19 грудня 2000                                         | 0,50                        | 9,00                                  | 11,00                                 | 30,00                                 | 45,00                                 | [ 149 ] [ 150 ]         |
| 1 лютого 2007                                          | 0,75                        | 22,50                                 | 28,00                                 | 45,00                                 | 56,25                                 | [ 151 ] [ 152 ]         |
| 1 липня 2008                                           | 1,00                        | 30,00                                 | 37,50                                 | 60,00                                 | 90,00                                 | [ 153 ]                 |
| 5 квітня 2011                                          | 1,50                        | 45,00                                 | 56,25                                 | 90,00                                 | 112,50                                | [ 154 ] [ 148 ]         |
| 11 серпня 2014                                         | 2,00                        | 60,00                                 | 75,00                                 | 120,00                                | 150,00                                | [ 155 ] [ 156 ] [ 157 ] |
| 1 листопада 2017                                       | 3,00                        | 90,00                                 | 112,50                                | 180,00                                | 225,00                                | [ 158 ] [ 159 ]         |
| 1 листопада 2018                                       | 4,00                        | 120,00                                | 150,00                                | 240,00                                | 300,00                                | [ 160 ]                 |
| 1 травня 2021                                          | 6,00                        | 180,00                                | 210,00                                | 360,00                                | 420,00                                | [ 161 ]                 |
| 25 лютого 2022                                         | Безкоштовно                 | −                                     | −                                     | −                                     | −                                     | [ 162 ]                 |
| 10 червня 2024                                         | 10,00                       |                                       |                                       |                                       |                                       | [ 163 ]                 |

## Нереалізовані проєкти
- Генеральним планом розвитку міста Запоріжжя, прийнятим Радою Міністрів УРСР у 1985 році, передбачалося будівництво трамвайного депо, збільшення протяжності трамвайних ліній з 50 км у 1984 році до 69,5 км у 1990 році і зменшення до 56 км у 2005 році, а також будівництво 20,3 км ліній метрополітену[164].
- У 2005 році планувалося провести реконструкцію вулиці Жовтневої (нині — вул. Земського лікаря Лукашевича) з перенесенням на неї трамвайного руху в обох напрямках та з'єднати її з шляхопроводом по вулиці 8 Березня (нині — просп. Моторобудівників)[165].
- 2005 року планувалося побудувати трамвайну лінію та відновити розворотне кільце на вулиці Глісерній, що мало компенсувати закриття лінії до Палацу спорту «Юність»[166].
- Програмою розвитку міського електротранспорту у місті Запоріжжя на 2007—2015 роки передбачалося:
  - на 1-му етапі (2007—2010 роки):
    - побудувати 10,5 км трамвайних ліній;
    - придбати 13 вагонів;

  - на 2-му етапі (2011—2015 роки):
    - придбати 40 вагонів;
    - провести модернізацію та технічне переоснащення рухомого складу, з метою зменшення енергоспоживання[167].
- 2018 року планувалося завершити проєктування та побудувати трамвайну лінію, що мала на меті сполучити Соборний проспект з вулицею Земського лікаря Лукашевича та надати змогу прямого трамвайного руху зі сторони вокзалу Запоріжжя I у напрямку Шевченківського району без пересадок[168][169][170]

## Перспективи
- Планується змонтувати електронні табло ще на 24 зупинках[171].

## Статистична інформація
| Пасажиропотік | Пасажиропотік                   | Пасажиропотік | Пасажиропотік                   | Пасажиропотік | Пасажиропотік                   | Пасажиропотік | Пасажиропотік                   | Пасажиропотік | Пасажиропотік                   |
| Рік           | Перевезено пасажирів, тис. осіб | Рік           | Перевезено пасажирів, тис. осіб | Рік           | Перевезено пасажирів, тис. осіб | Рік           | Перевезено пасажирів, тис. осіб | Рік           | Перевезено пасажирів, тис. осіб |
| ------------- | ------------------------------- | ------------- | ------------------------------- | ------------- | ------------------------------- | ------------- | ------------------------------- | ------------- | ------------------------------- |
| 1990          | 85 000,0                        |               |                                 |               |                                 |               |                                 |               |                                 |
| 1995          | 38 568,6                        | 1996          | 56 796,2                        | 1997          | 83 648,7                        | 1998          | 84 659,4                        | 1999          | 85 425,2                        |
| 2000          | 79 096,4                        | 2001          | 66 201,2                        | 2002          | 61 301,2                        | 2003          | 64 465,0                        | 2004          | 64 111,9                        |
| 2005          | 56 771,2                        | 2006          | 73 253,4                        | 2007          | 61 149,0                        | 2008          | 61 844,1                        | 2009          | 58 635,6                        |
| 2010          | 56 456,8                        | 2011          | 57 124,2                        | 2012          | 46 761,3                        | 2013          | 40 861,0                        | 2014          | 43 440,2                        |
| 2015          | 41 571,5                        | 2016          | 36 836,5                        | 2017          | 32 150,1                        | 2018          | 27 588,8                        | 2019          | 26 500,2                        |

## Схеми маршрутів

Мапа трамвайних маршрутів
Мапа трамвайного маршруту № 3
Мапа колишнього трамвайного маршруту № 8
Мапа трамвайного маршруту № 10
Мапа трамвайного маршруту № 12
Мапа трамвайного маршруту № 14
Мапа трамвайного маршруту № 15
Мапа трамвайного маршруту № 16

## Галерея

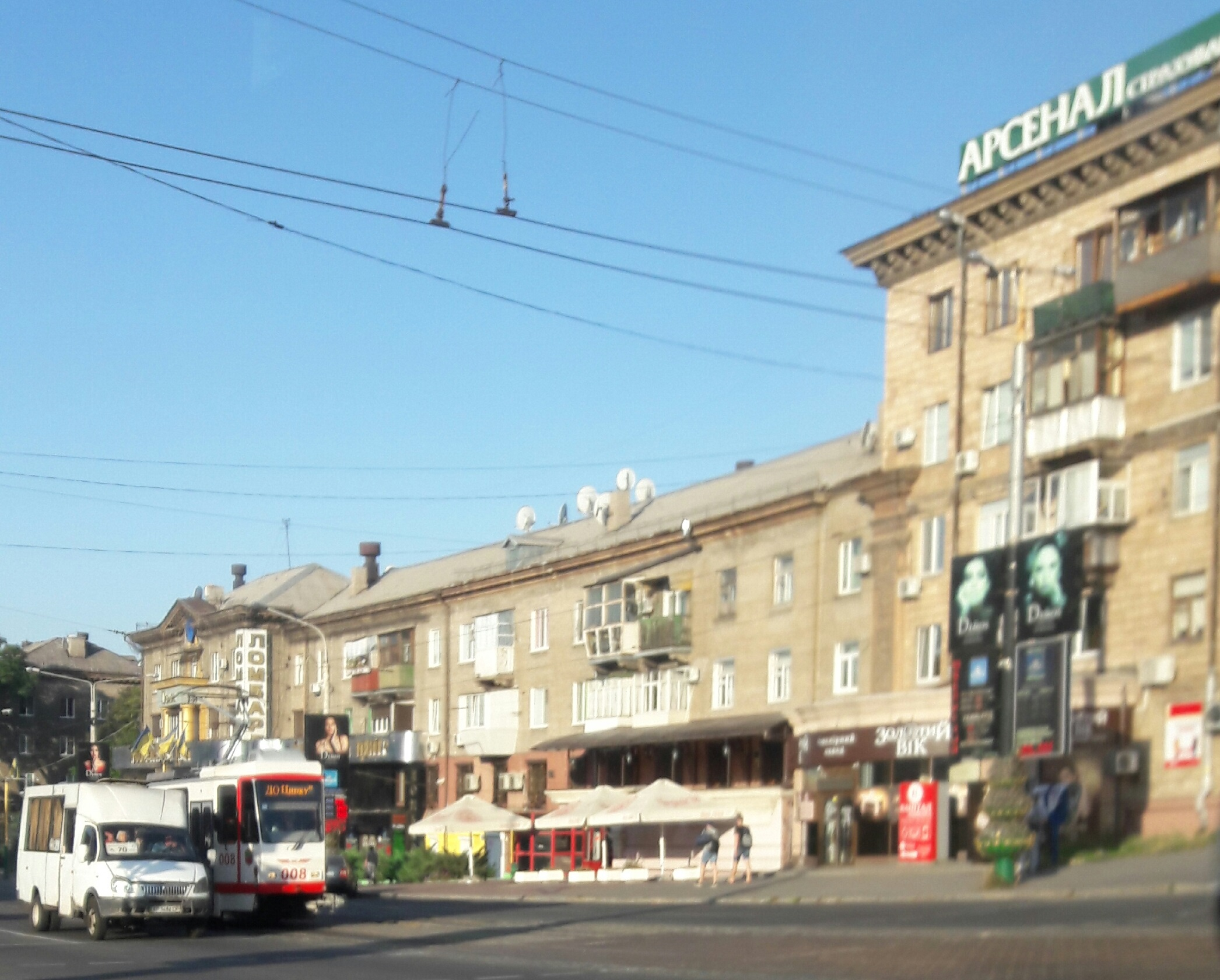
Tatra KT4D (№ 008) на вулиці В'ячеслава Зайцева
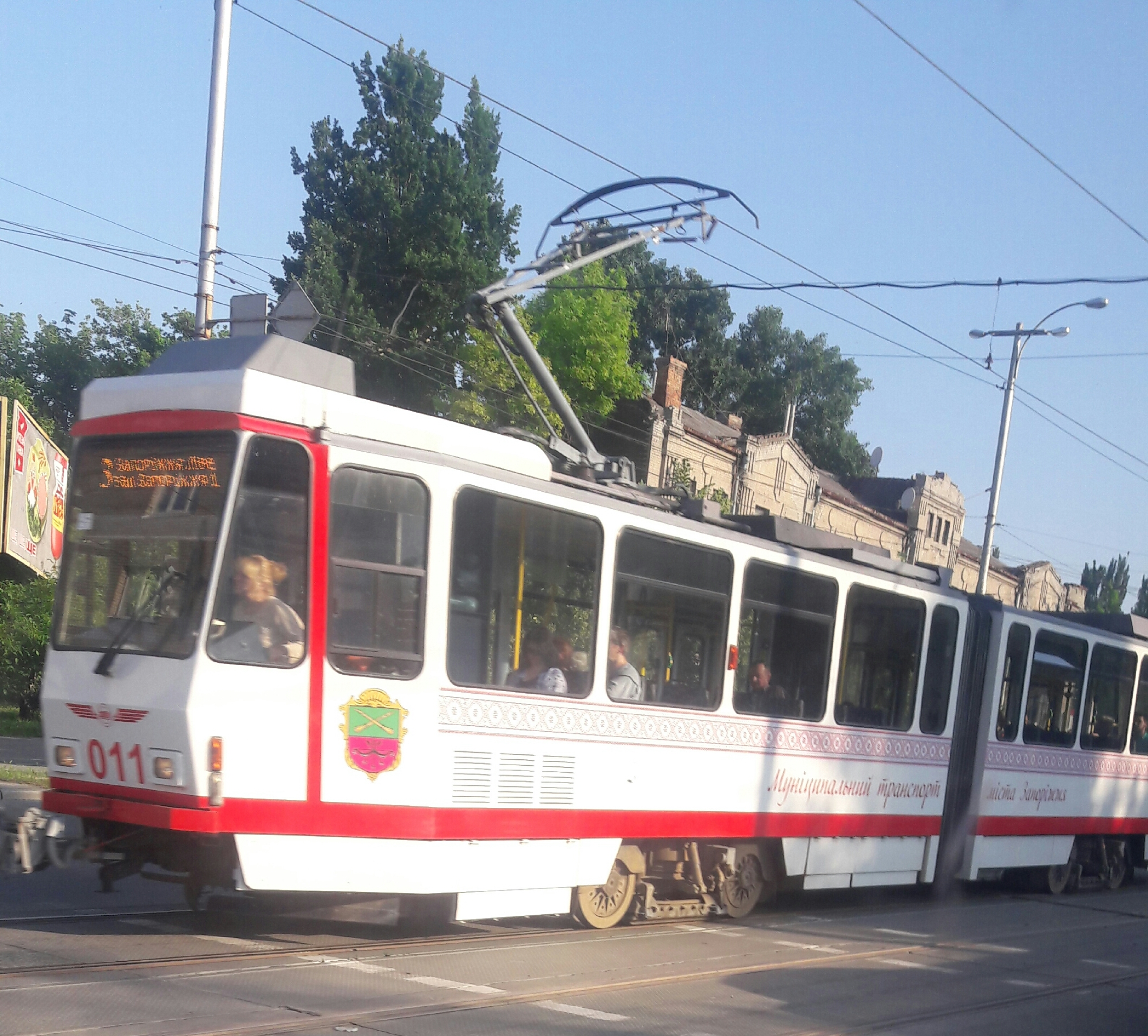
Tatra KT4DM (№ 011) на Соборному проспекті
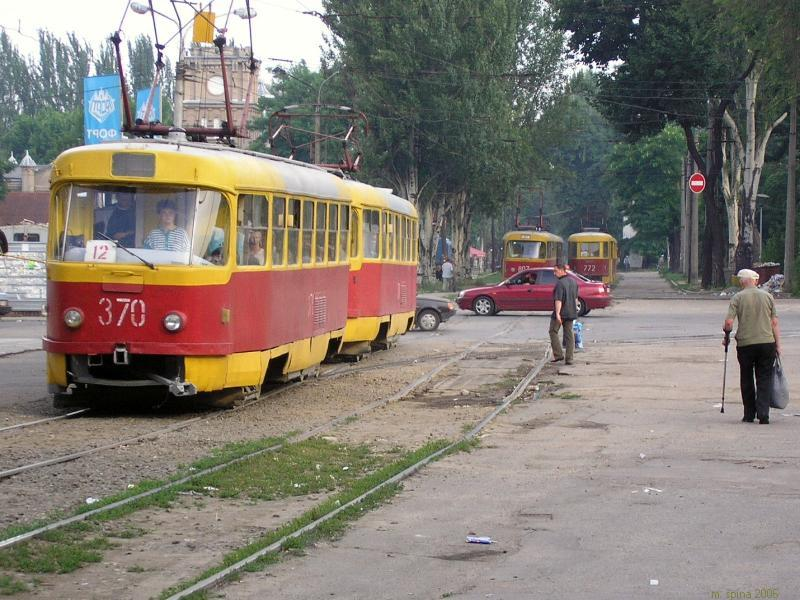
Tatra T3SU (№ 370+369, 772, 807) на вулиці Поштовій
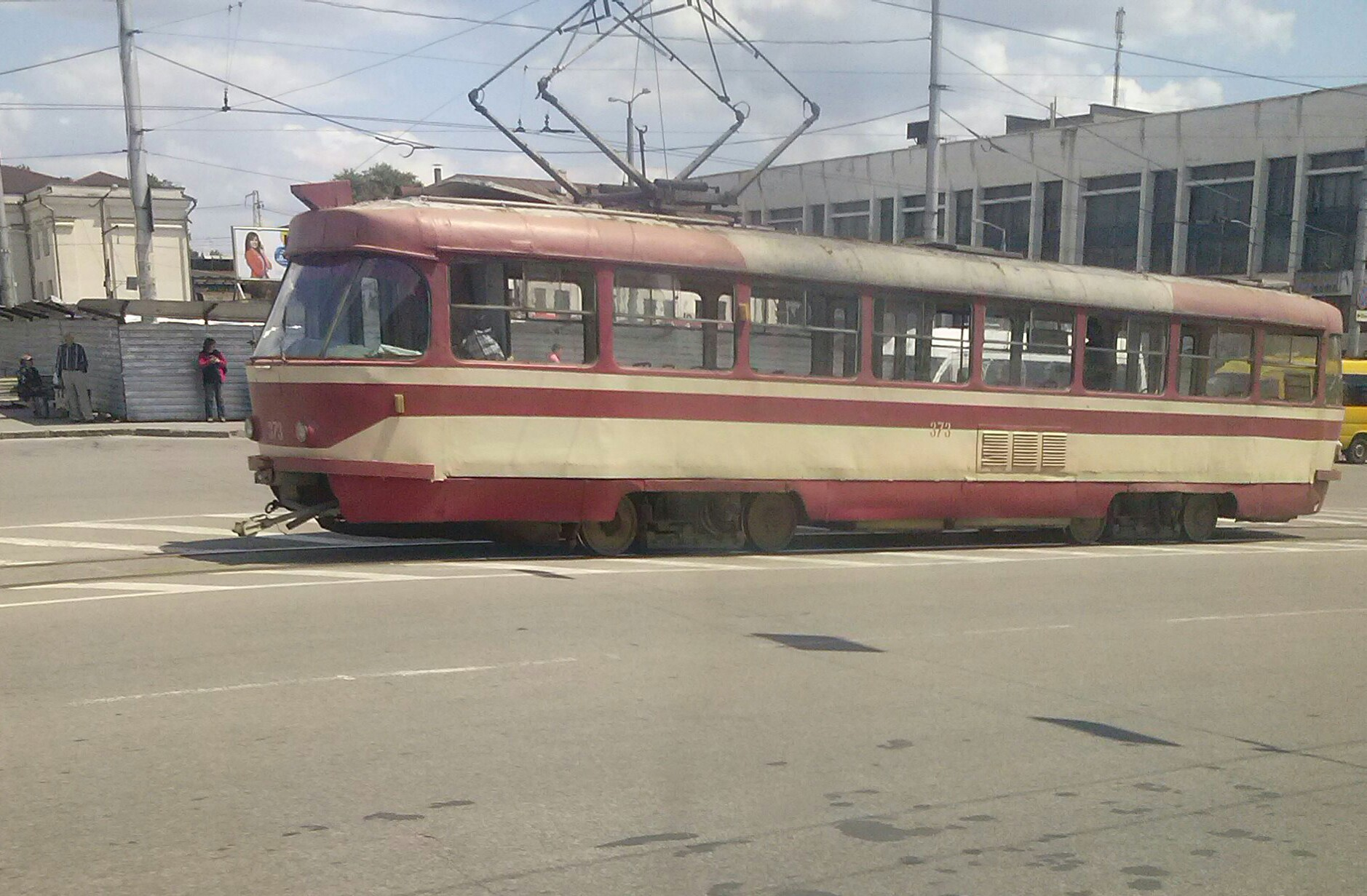
Tatra T3SU (№ 373) на зупинці «Вокзал Запоріжжя I»
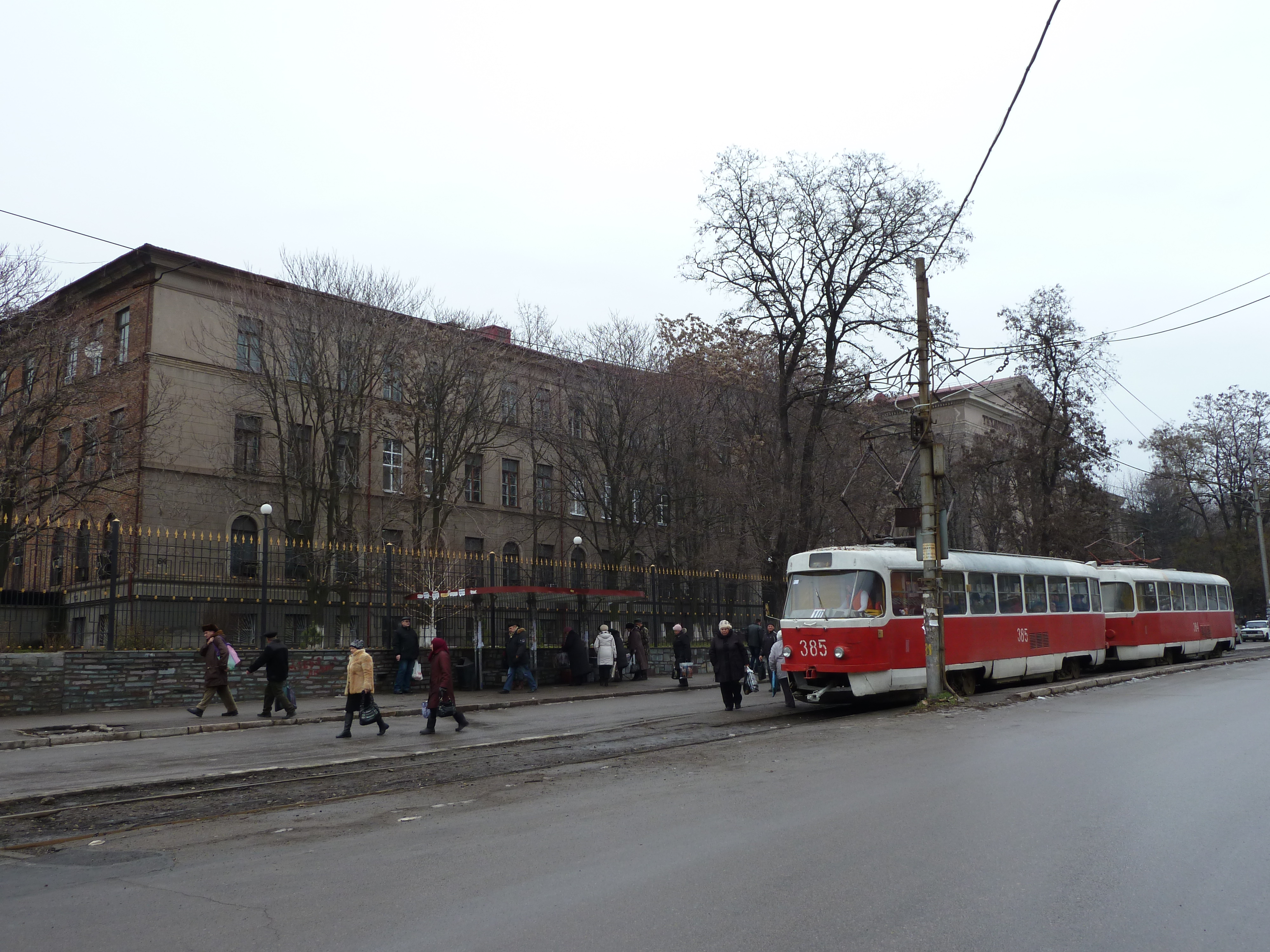
Tatra T3SU (№ 385+384) на зупинці «Університет»
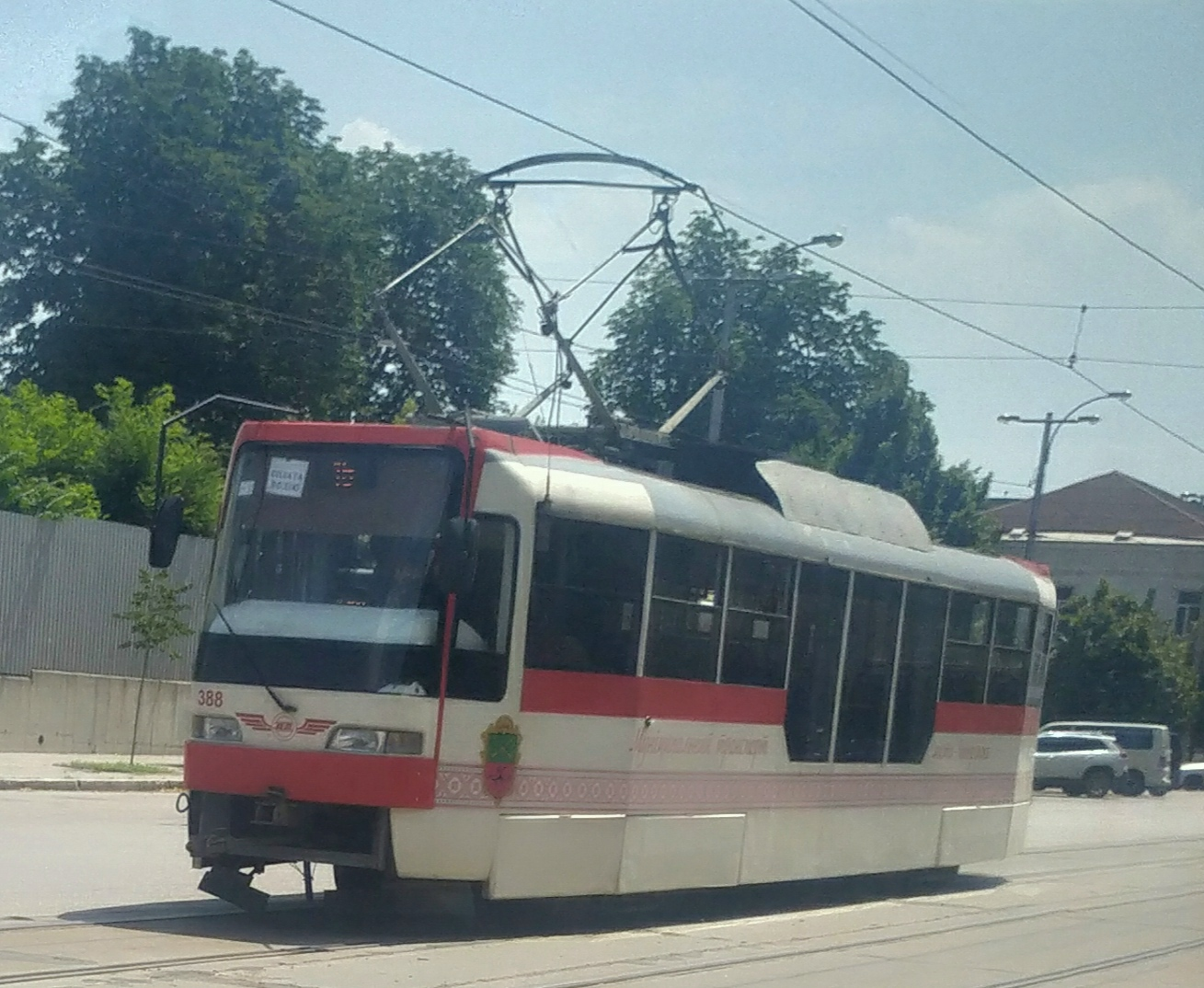
T-3UA-3-ЗП (№ 388)
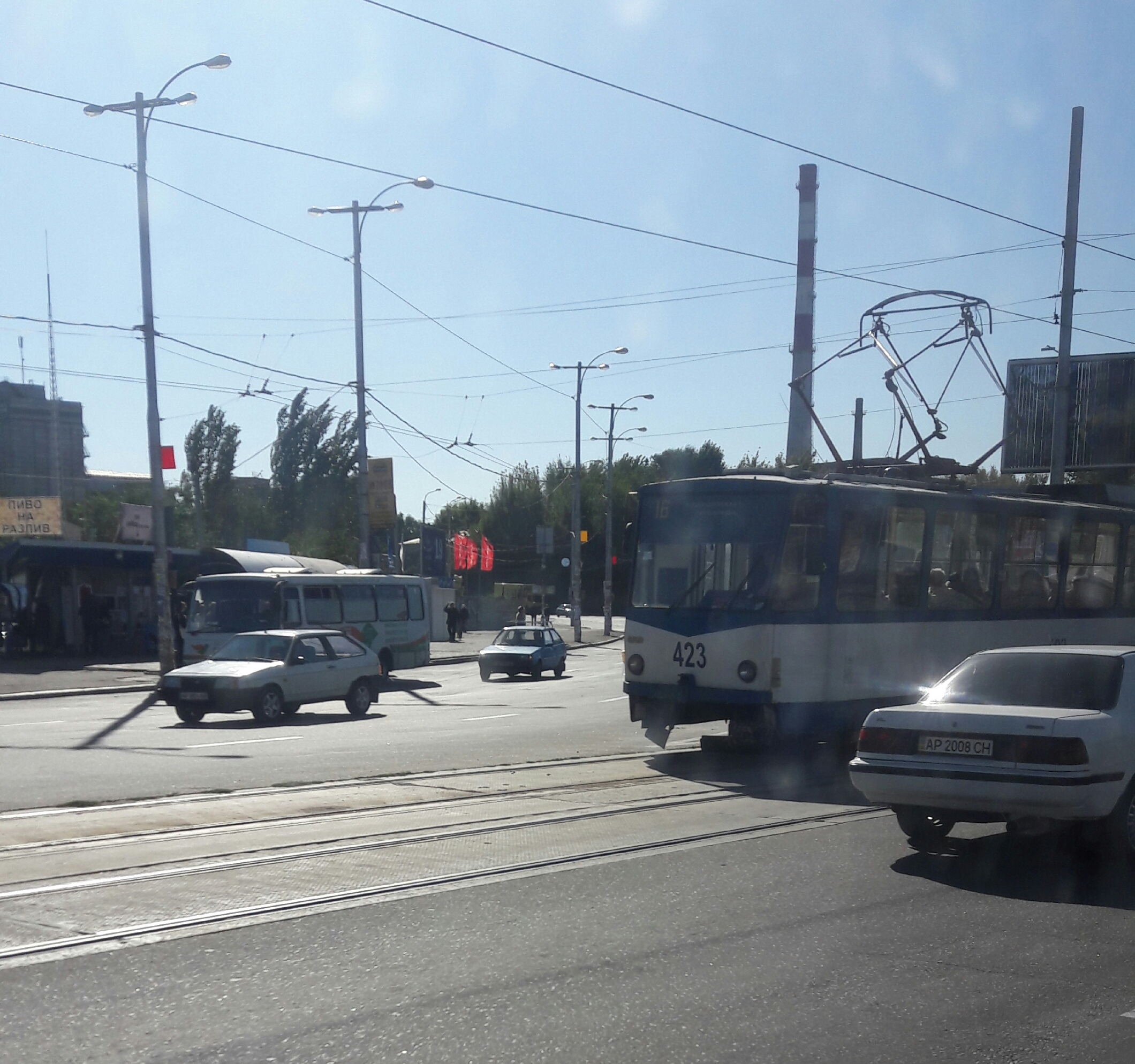
Tatra T6B5 (№ 423)
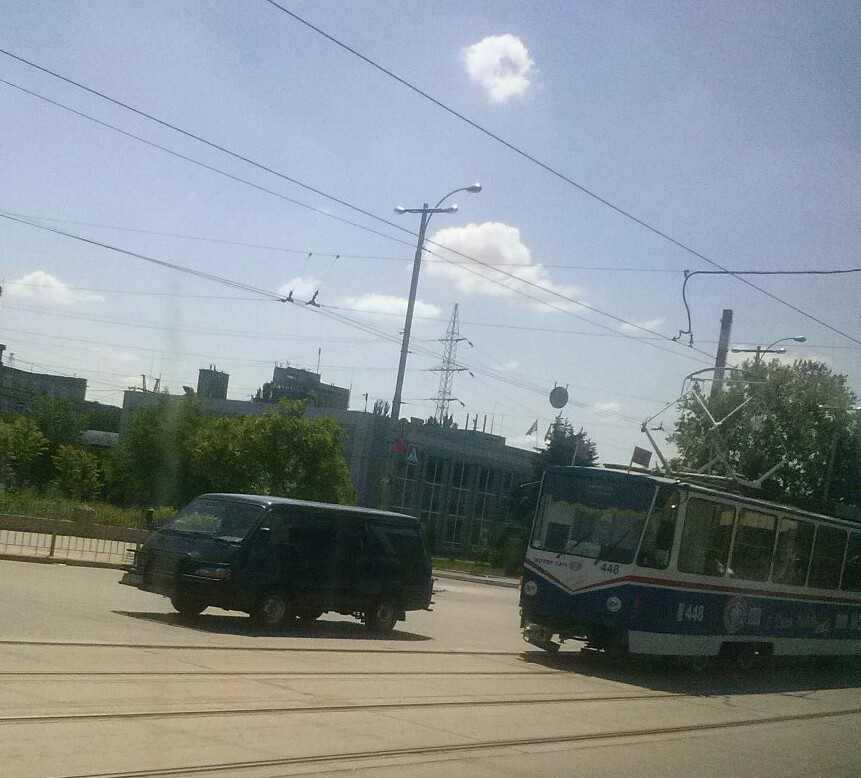
Tatra T6B5 (№ 448)
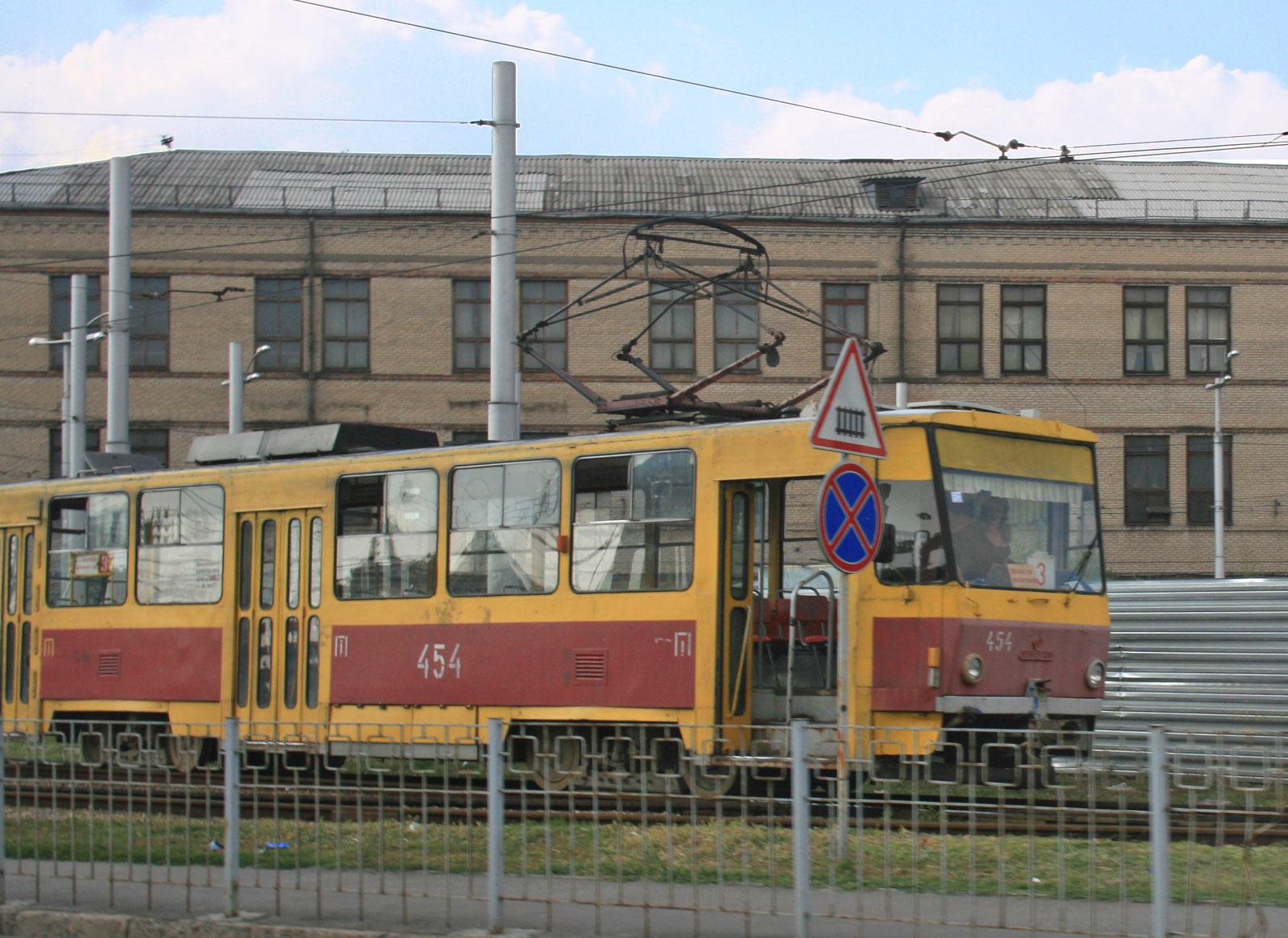
Трамвай (№ 454)
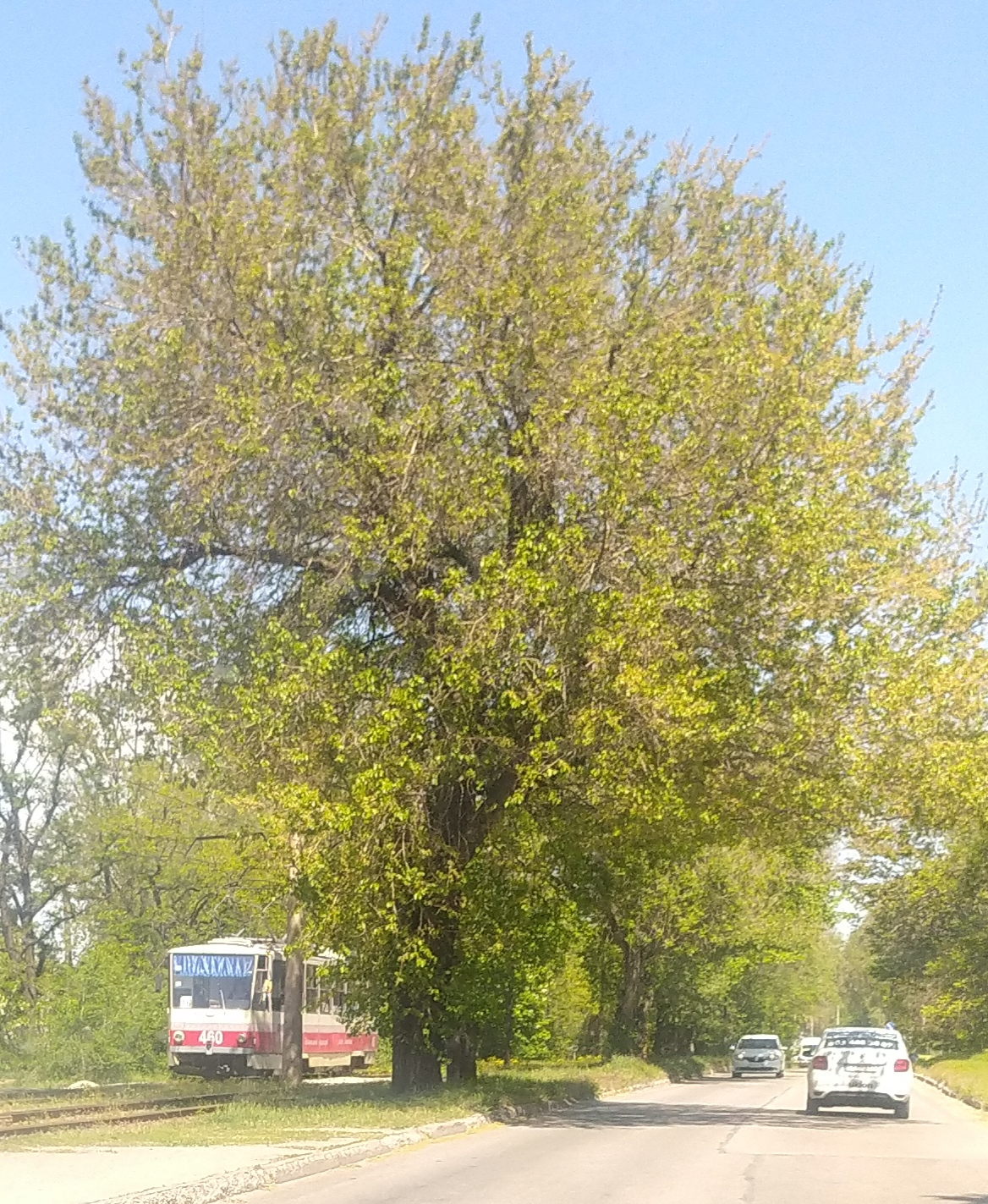
Tatra T6B5 (№ 460) на вул. Заводська
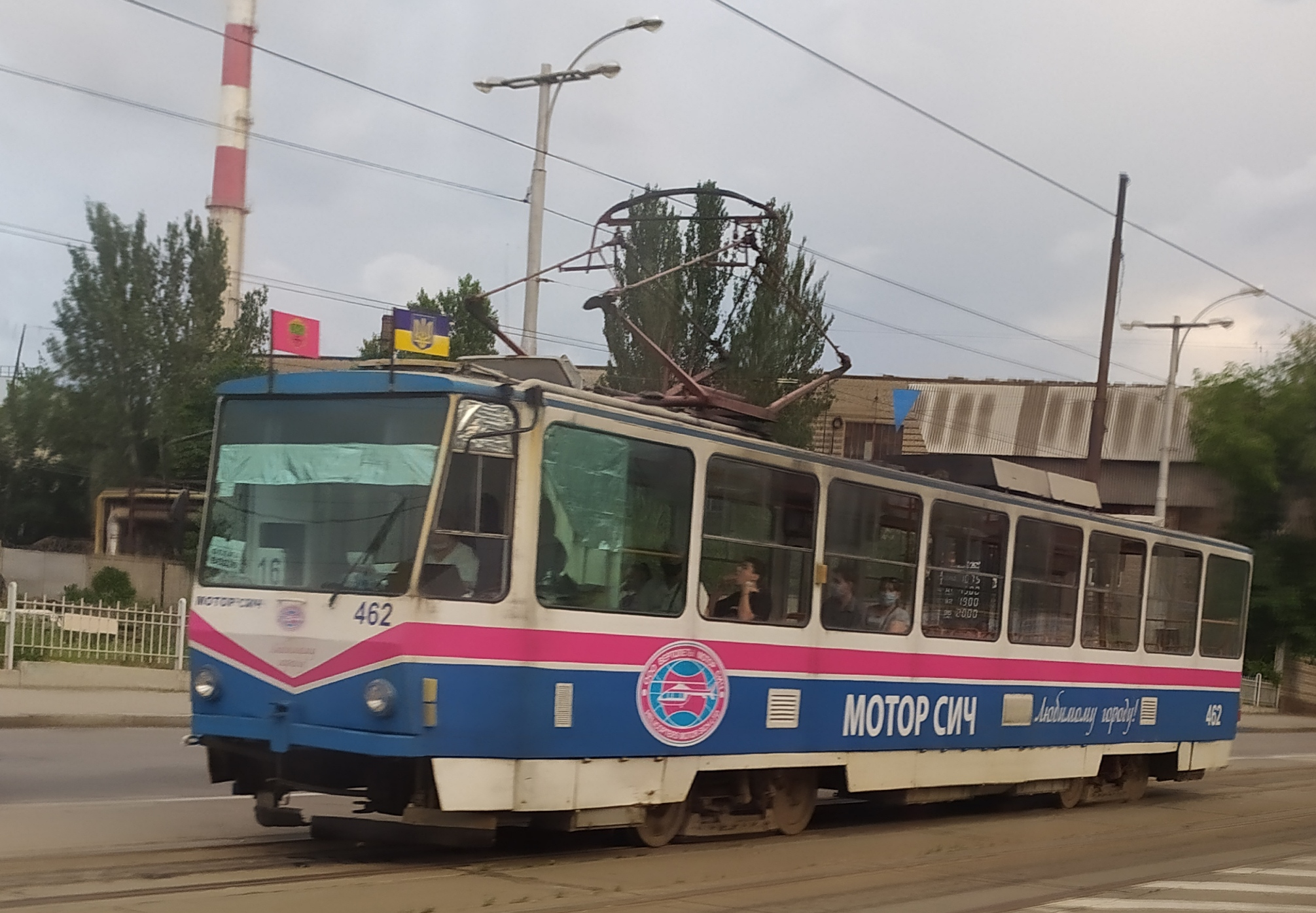
Татра-Юг Т6Б5 (№ 462)
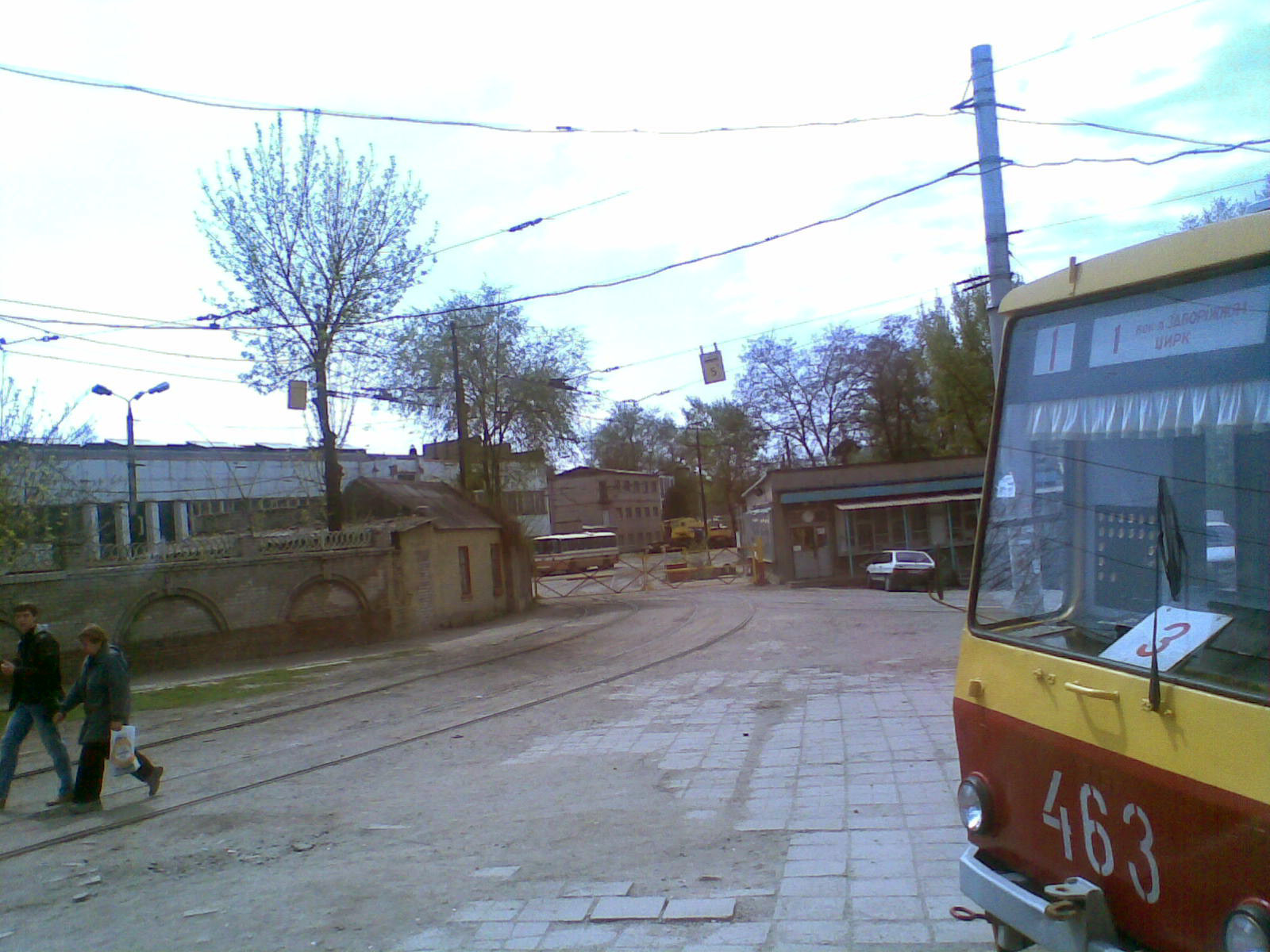
Татра-Юг (№ 463)
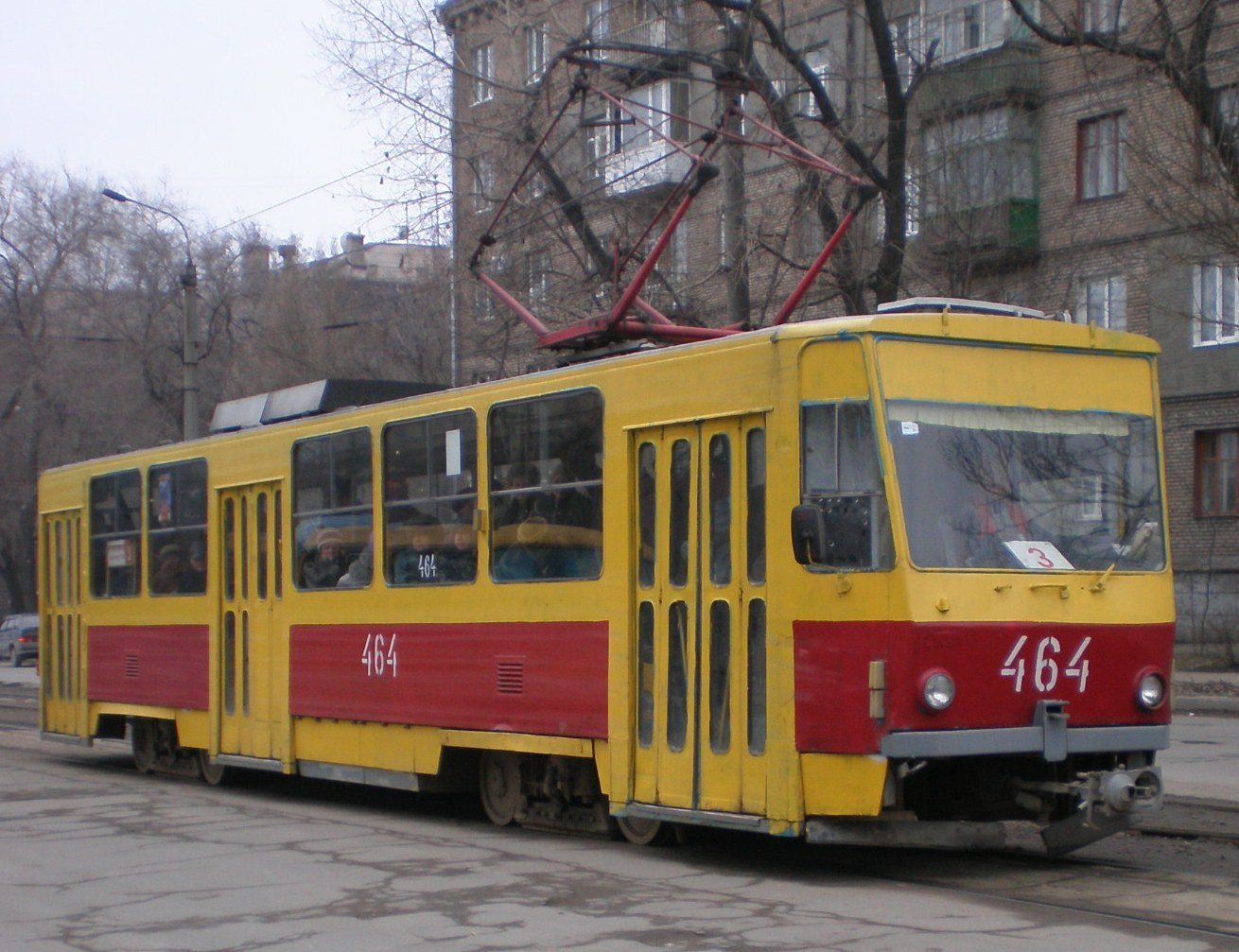
Tatra (№ 464)
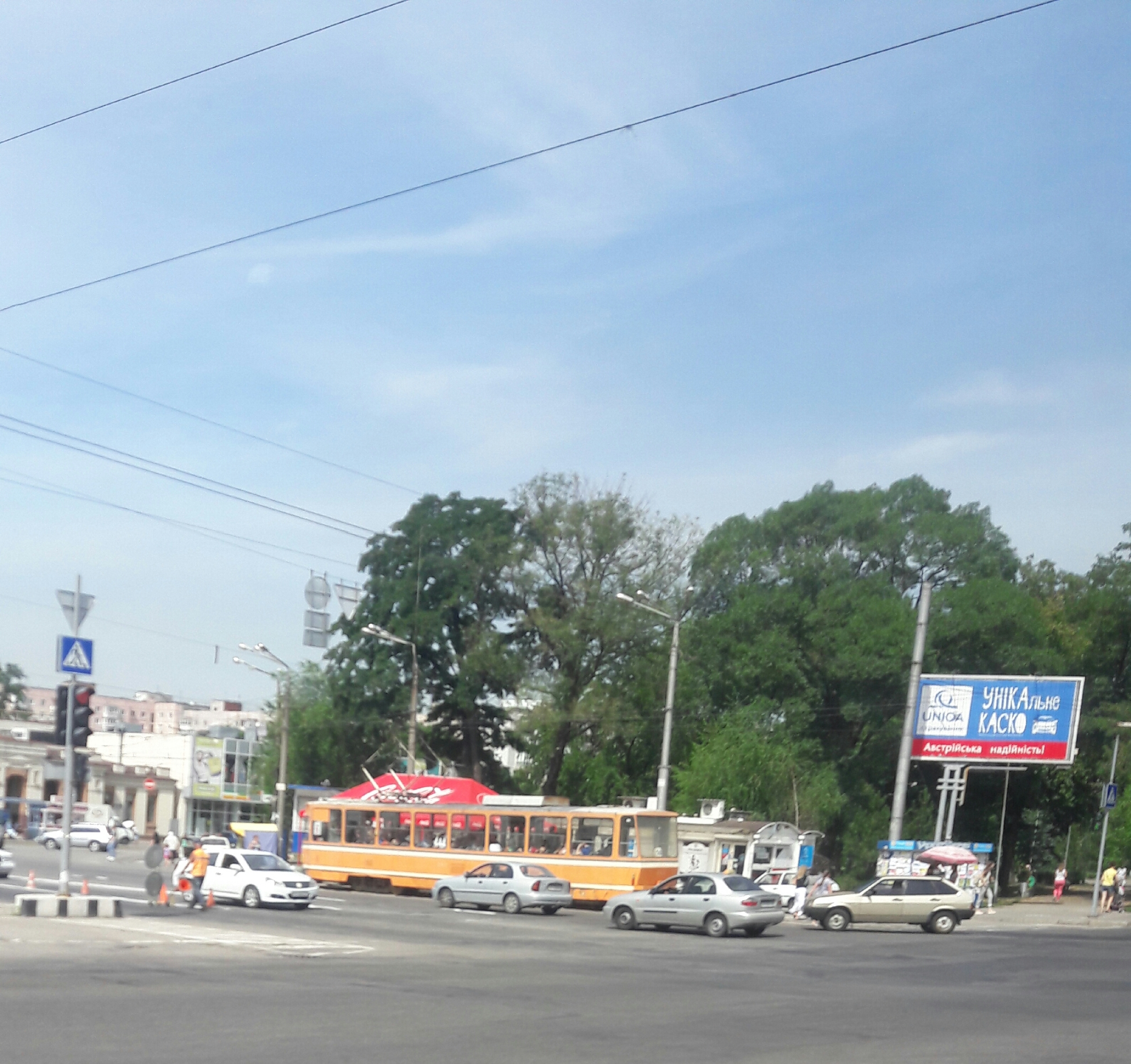
Tatra T6B5
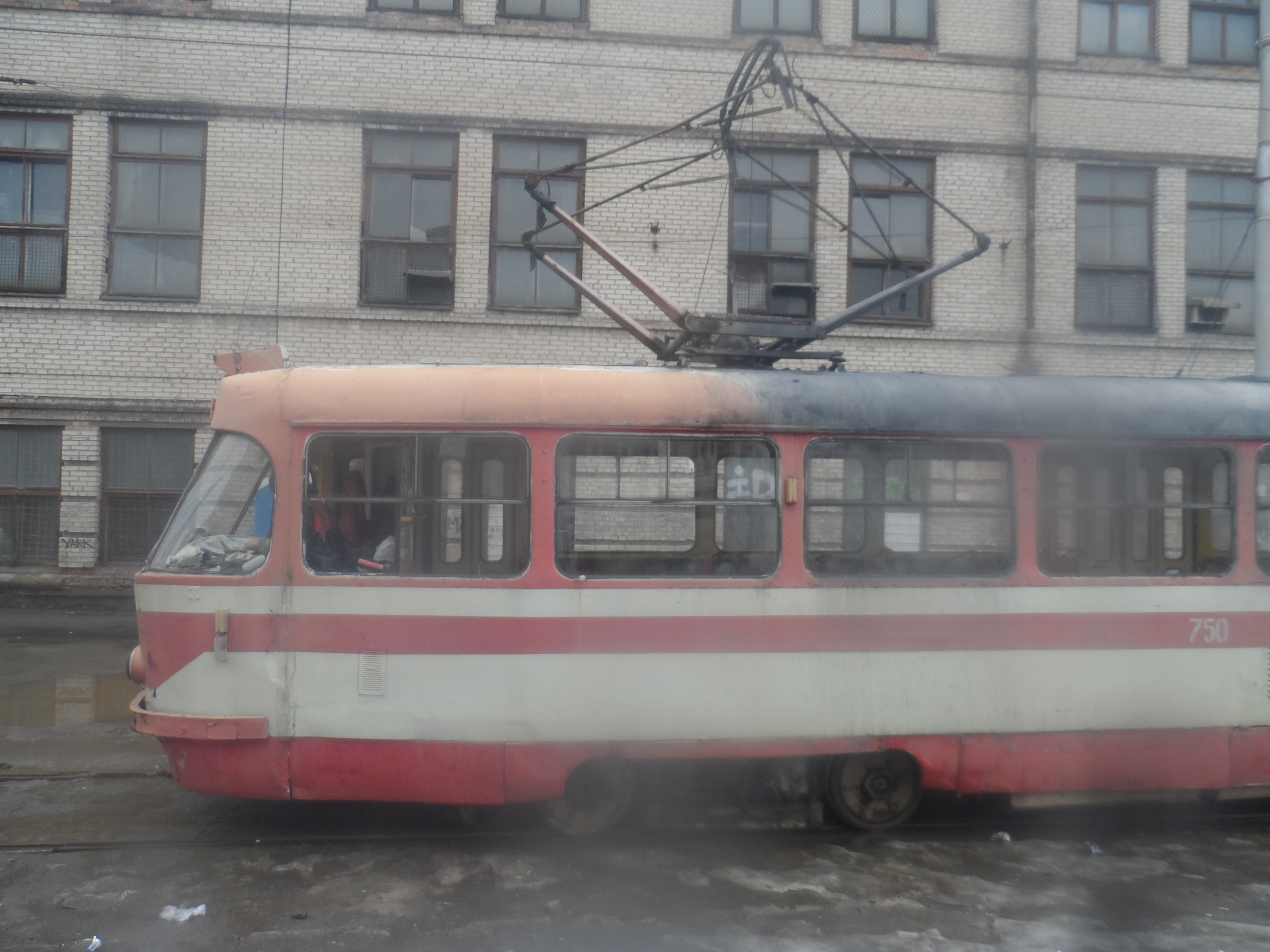
Tatra T3SU (№ 750) на кінцевій зупинці «Вокзал Запоріжжя I»
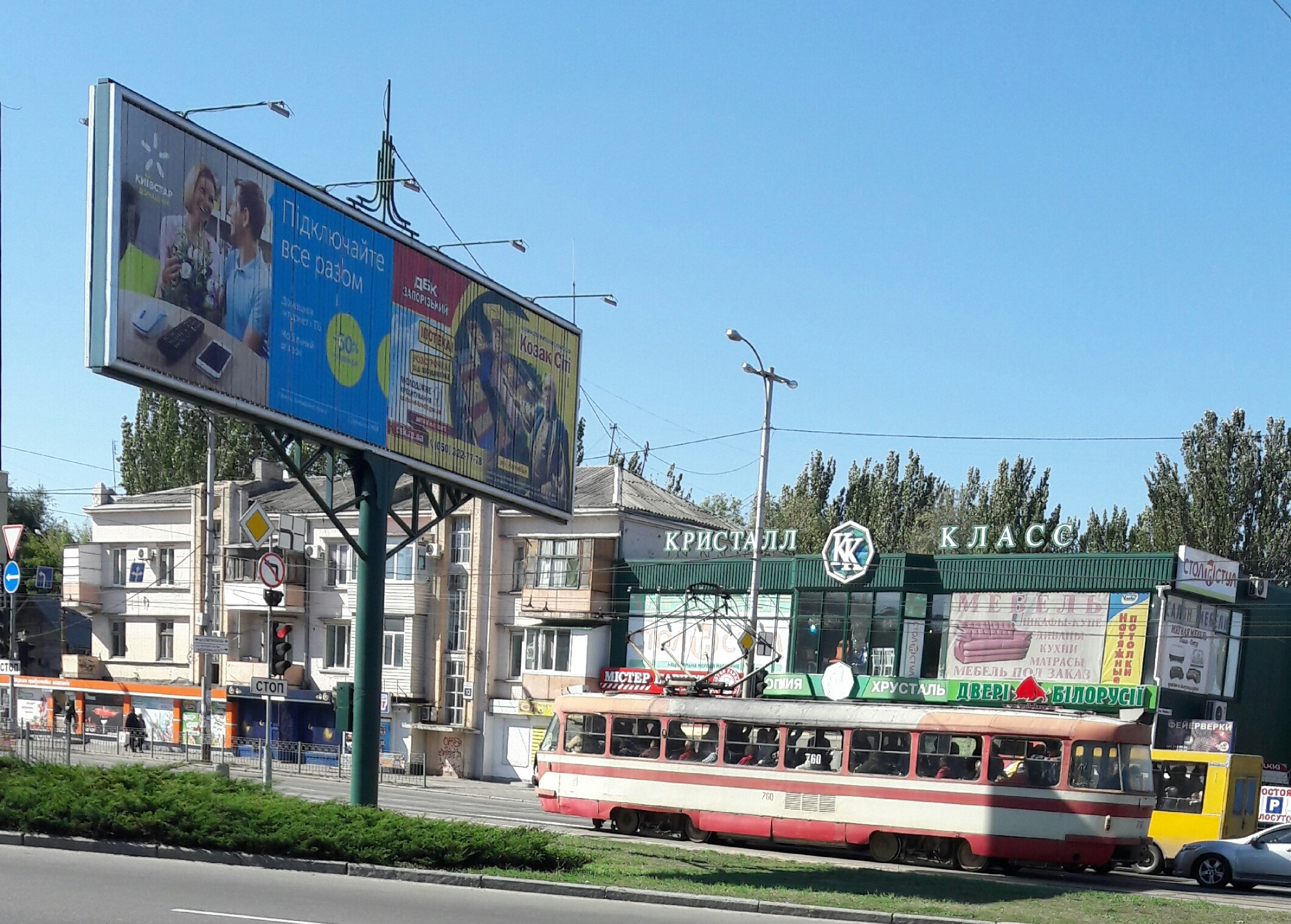
Tatra T3SU (№ 760) біля автовокзалу
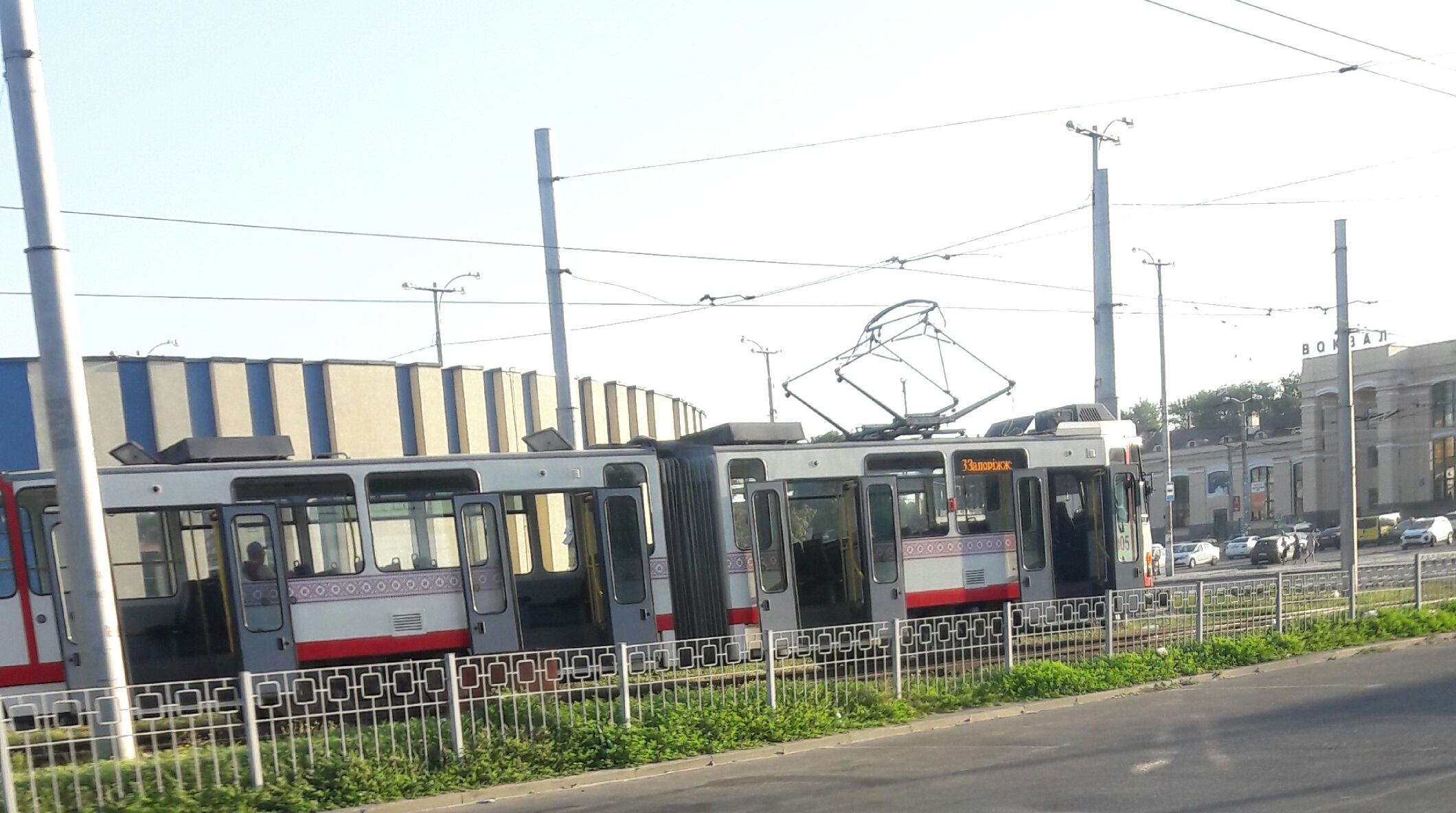
Tatra KT4D
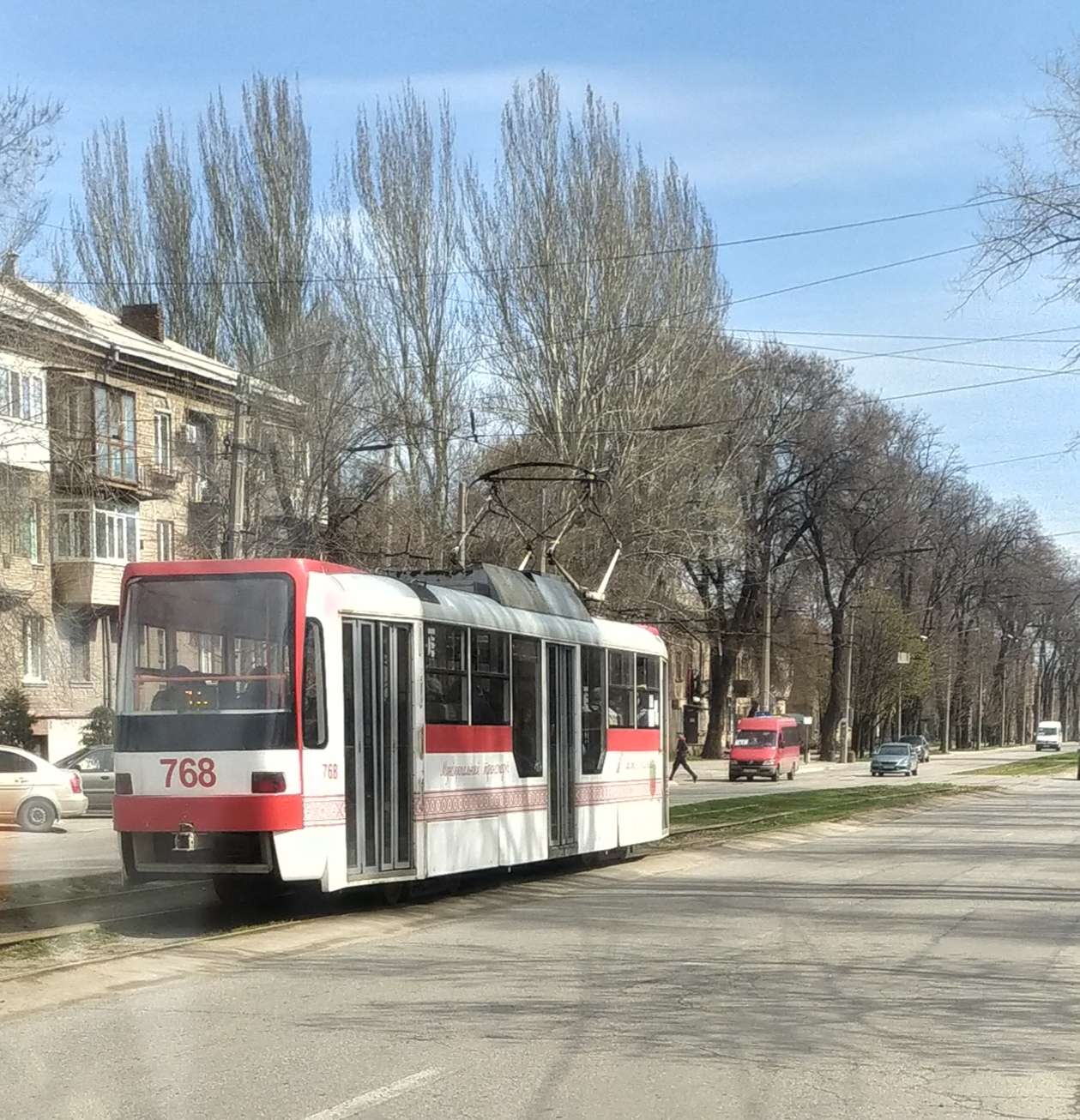
T-3UA-3-ЗП (№ 768)
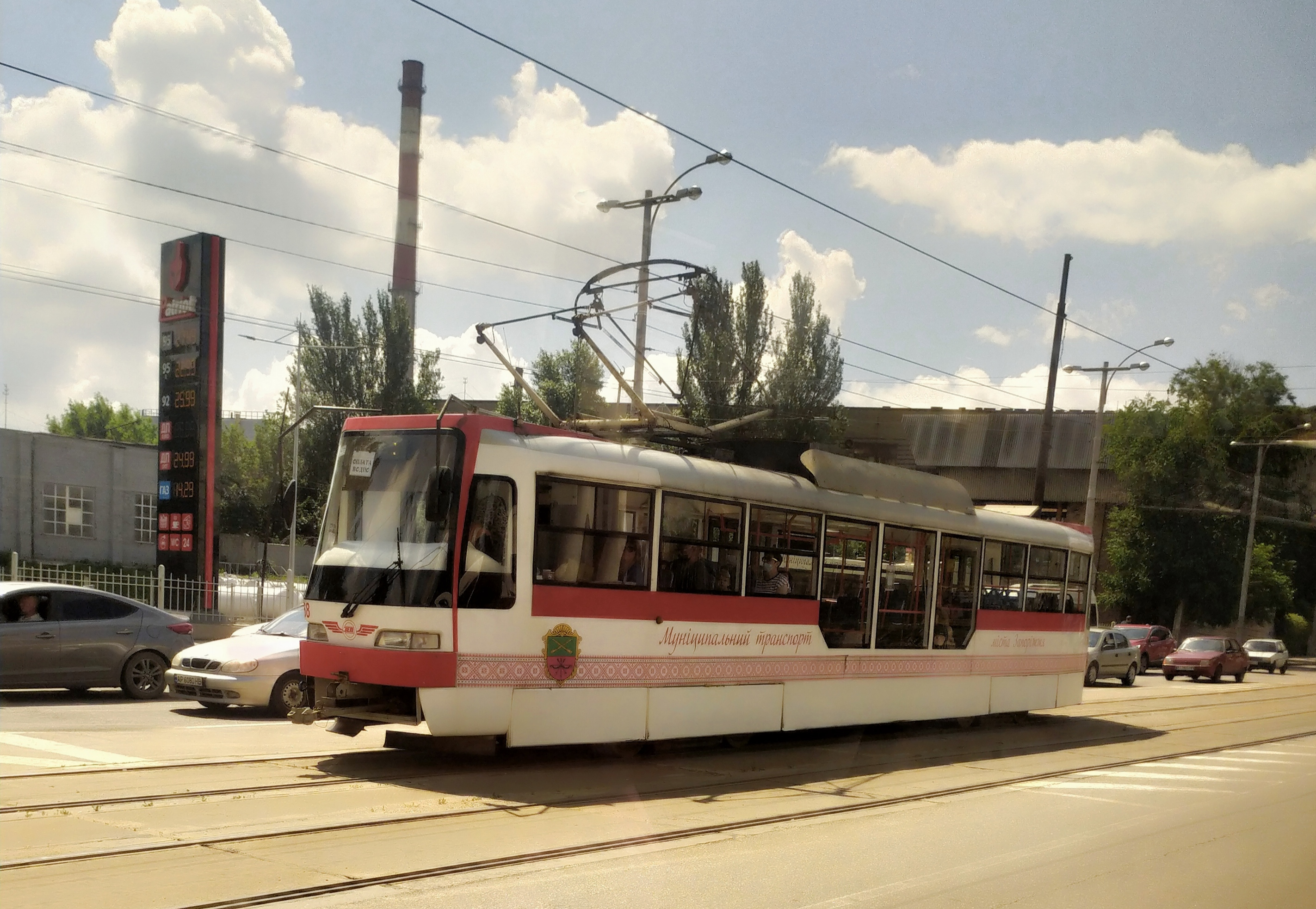
T-3UA-3-ЗП (№ 768)